# Critiche alla religione

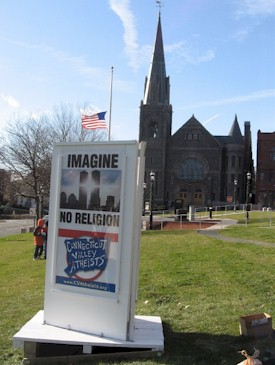
Un cartello che critica la religione e richiama l'attenzione sugli attentati dell'11 settembre 2001, posizionato da membri del "Connecticut Valley Atheists" nel parco centrale di Rockville a Vernon (Connecticut) nel dicembre 2007. Il gruppo ha emesso un comunicato stampa spiegando: "Chiaramente, l'11 settembre è il risultato di un lavoro di fanatici; tuttavia riteniamo che la religione, ancorché nelle sue forme più moderate, possa fornire una base importante d'appoggio per il prosperare dei gruppi fanatici".

L'esposizione e affermazione di critiche alla religione comprende la critica delle credenze, delle superstizioni, delle verità, dei dogmi e delle pratiche religiose, comprese le sue implicazioni politico-sociali.
Le prime registrazioni storiche di critiche rivolte alla religione in Occidente risalgono almeno al V secolo a.C. nell'antica Grecia con il filosofo Diagora di Milo (465–410 a.C.), sofista esponente dell'ateismo dichiarato. Nell'antica Roma uno dei massimi esempi di critica alla religione fu l'epicureo Lucrezio nel suo De Rerum Natura (I secolo a.C.).
La critica della religione è complicata dal fatto che esistono più definizioni e concetti di religione in diverse culture e lingue. Con l'esistenza di diverse categorie di religione come il monoteismo, il politeismo, il panteismo, le religioni non-teistiche e diverse religioni specifiche come il cristianesimo, l'ebraismo, l'islam, il taoismo, il buddhismo e molte altre, non è sempre chiaro verso chi o cosa la critica sia rivolta o in che misura sia applicabile ad altre religioni.
Ogni religione che promuove i propri dogmi come verità assolute, necessarie ed immutabili, necessariamente considera falsi i dogmi delle altre religioni quando essi sono incompatibili con i propri. I critici della religione generalmente considerano spesso la religione come un istituto oramai obsoleto, inconsistente dal punto di vista teorico, dannoso per l'individuo, dannoso per le società e l'umanità, un ostacolo al progresso della scienza, fonte di atti o costumi incompatibili con il moderno spirito morale dei tempi, ed infine nella sua qualità di strumento politico di controllo sociale.

## Storia del concetto di religione

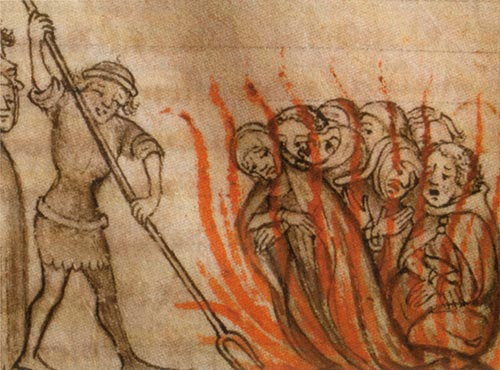
Morte sul rogo per i cavalieri templari accusati di sodomia nel 1307

Religione (da cui comunità religiosa) deriva dal termine in lingua latina religio, un "rispetto dovuto verso ciò che è sacro" e un "rispetto e reverenza per gli dèi", infine un "obbligo, un legame presente tra uomo e dèi".
Nel mondo antico e medievale la radice etimologica latina religio è stata intesa come una virtù individuale di adorazione e non si riferisce mai alla "dottrina", alla pratica o alla fonte reale della conoscenza. Il concetto moderno di religione come astrazione che comporta serie distinte di credenze o dottrine è un'invenzione recente della lingua inglese, dal momento che tale utilizzo è iniziato con i testi del XVII secolo a causa dello scisma avvenuto all'interno del cattolicesimo durante la riforma protestante e alla prima forma di globalizzazione dovuta alle esplorazioni geografiche.
Durante tutto questo periodo i contatti avvenuti con numerose culture straniere e indigene con lingue non europee, che non avevano parole o concetti equivalenti per il termine religione, si fecero via via sempre più comuni. Nel corso del XVII secolo il concetto di religione ricevette la sua forma moderna e ciò nonostante il fatto che i testi antichi quali la Bibbia, il Corano ed altri testi considerati sacri non avessero un chiaro e preciso concetto di religione nelle loro lingue originali, né tanto meno le persone o le culture in cui vennero scritti questi testi.
Ad esempio la parola in lingua greca threskeia, utilizzata da esponenti della storiografia antica come Erodoto e Flavio Giuseppe e trovata in testi come il Nuovo Testamento, viene a tutt'oggi tradotta a volte come religione; tuttavia il termine venne inteso originariamente come "adorazione" in un senso generico e questo fino a tutto il periodo medioevale. Nel Corano la parola in lingua araba din viene spesso tradotta come religione nelle traduzioni moderne, ma fino ai traduttori di metà del XVII secolo si espresse come "legge".
Anche nel I secolo d.C. Flavio Giuseppe aveva utilizzato il termine greco ioudaismos, che alcuni traducono oggi come "Giudaismo", anche se egli lo usava come un termine prettamente etnico, non correlato quindi ai moderni concetti astratti di religione come un insieme di credenze. Fu solo nel corso del XIX secolo che emersero i termini buddhismo, induismo, taoismo e confucianesimo.
Per tutto il corso della sua lunga storia il Giappone non possedette mai un concetto preciso di religione, poiché non esisteva alcuna parola corrispondente in lingua giapponese e neppure nulla che potesse essere avvicinato al suo significato odierno; ma quando le navi da guerra statunitensi apparvero per la prima volta presso le coste giapponesi nel 1853, costrinsero il governo giapponese a firmare trattati impegnativi, tra cui quello che affermava la libertà di religione: il paese dell'estremo oriente dovette così confrontarsi con quest'idea prettamente occidentale.
Secondo l'indologo e filologo tedesco Friedrich Max Müller il termine latino religio, era originariamente inteso come una particolare "riverenza nei confronti di Dio o degli dèi, un'attenta riflessione sulle cose divine, un senso di pietas" (Mos maiorum), a cui Marco Tullio Cicerone attribuì il concetto di "diligenza". Müller studiò molte altre culture presenti nel mondo, tra cui il Chedivato d'Egitto, la Persia e l'Impero anglo-indiano, avendo esse oramai raggiunto una struttura di potere del tutto simile in un particolare momento storico. Quella che oggi si definisce come "religione antica" la si sarebbe dovuta chiamare solamente "legge".
Molte lingue contengono in sé parole che potrebbero essere tradotte anche come "religione", ma possono essere usate in modo molto diverso, mentre alcune non contengono alcuna parola per indicare la religione. Ad esempio in Sanscrito Dharma, tradotta talvolta come religione, significa nient'altro che "legge". Durante l'epoca classica dell'Asia meridionale lo "studio della legge" (il Dharmaśāstra) consisteva di concetti come la penitenza (Prāyaścitta) attraverso un forte sentimento di "compassione" e di tradizioni cerimoniali e pratiche (Ācāra). Il Giappone medioevale conteneva innanzitutto una simile unione di significati tra "legge imperiale" e "legge universale" (quest'ultima proveniente da Gautama Buddha) ma queste in seguito divennero fonti indipendenti di potere.
Non vi si trova un'esatta equivalenza di religione neppure nella lingua ebraica; lo stesso ebraismo non distingue chiaramente tra identità religiose, nazionali, razziali od etniche. Uno dei suoi concetti centrali rimane quello di Halakhah (la tradizione normativa) la quale significa "camminare in direzione di", o  "percorso", talvolta tradotto come "legge" che guida la pratica e la credenza religiosa oltre a molti aspetti della vita quotidiana.

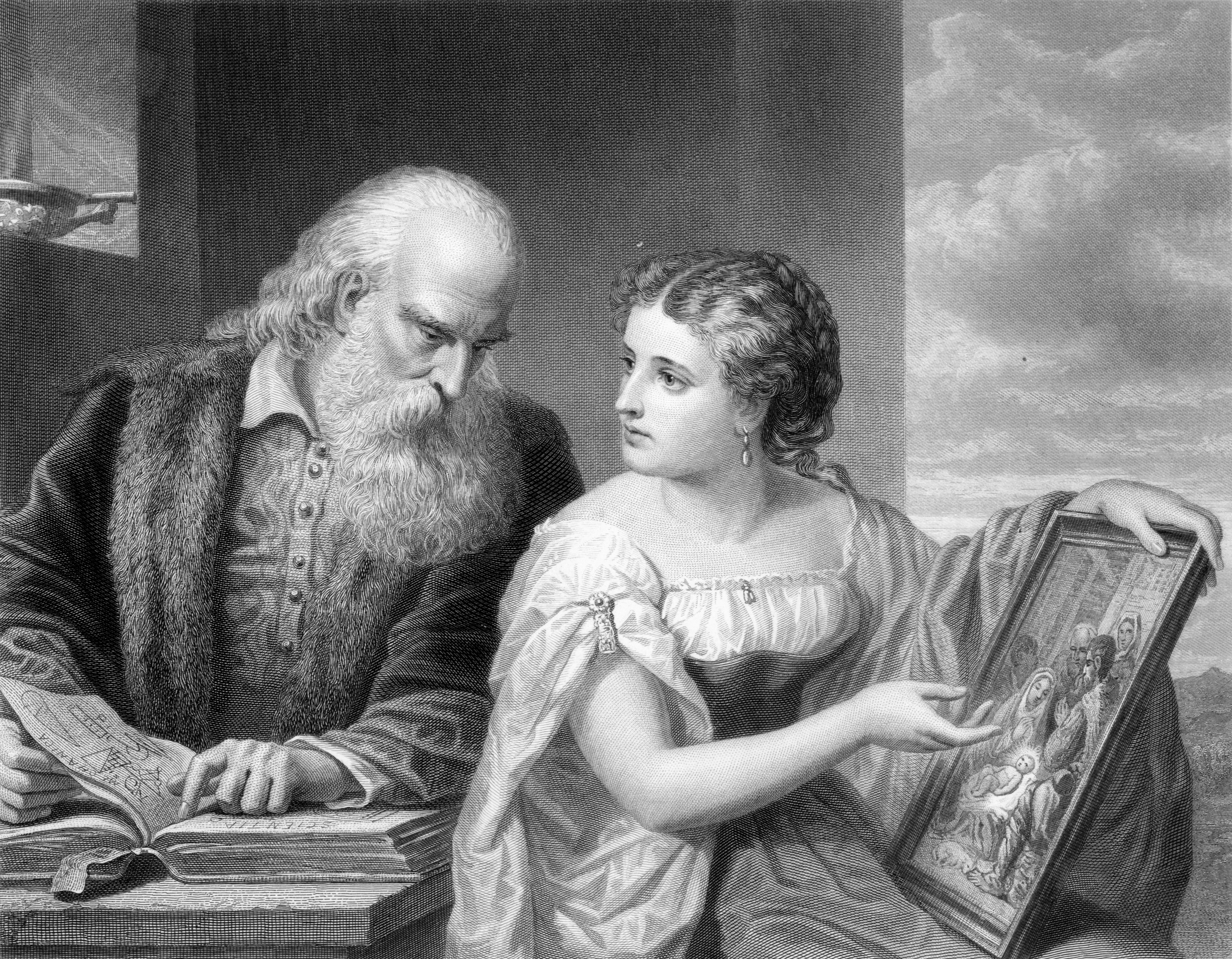
La filosofia naturale in compagnia dell'arte cristiana (1878).

## Storia delle critiche alla religione

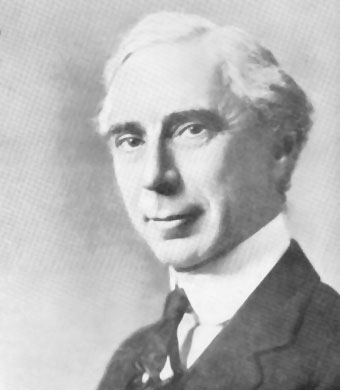
Il filosofo britannico Bertrand Russell (qui in una foto del 1938) ha pubblicato nel 1927 un saggio intitolato Perché non sono cristiano.

Il poeta romano del I secolo a.C. Tito Lucrezio Caro nella sua opera intitolata De Rerum Natura scrive: "Ma questa stessa religione ha di gran lunga ripreso le peggiori empietà degli uomini". Nella sua qualità di filosofo della scuola di Epicuro Lucrezio credeva che il mondo intero fosse composto interamente di materia e di vuoto e che la totalità dei fenomeni fisici avrebbero potuto essere compresi come derivanti da cause puramente naturali.
Lucrezio, proprio come Epicuro, sentiva anche che la religio fosse nata esclusivamente dalla paura e dall'ignoranza e che la comprensione del mondo naturale liberasse le persone dai suoi ordini; tuttavia credette negli dèi. Egli non si trovò ad essere contrario alla religione in sé e per sé, ma si trovava bensì in opposizione alla religione tradizionale che considerava soltanto una forma di superstizione, per l'insegnamento che dava, cioè che gli dèi interferissero con il mondo.
Il pensatore italiano Niccolò Machiavelli, all'inizio del XVI secolo, dichiarò: "Noi italiani siamo irreligiosi e corrotti più di tutti gli altri ... perché la Chiesa e i suoi rappresentanti ci hanno mostrato il peggior esempio possibile". Per Machiavelli la religione era solo uno strumento di potere, assai utile per un governante che intende manipolare l'opinione pubblica.
Nel XVIII secolo il filosofo francese esponente dell'Illuminismo Voltaire fu un fautore del Deismo e venne fortemente criticato per la sua intolleranza religiosa. Voltaire si lamentava per gli ebrei fatti uccidere da altri ebrei solo per il fatto che questi ultimi avessero adorato un vitello d'oro e per altre azioni simili; ma condannò anche come i cristiani avessero assassinato altri cristiani per le differenze religiose e come i cristiani uccisero i nativi americani per il solo fatto che non avessero avuto il sacramento del battesimo. Voltaire affermò che la vera ragione di queste uccisioni era che i cristiani volessero saccheggiare le ricchezze di coloro che furono uccisi. Voltaire fu anche critico nei confronti dell'intolleranza dimostrata dai musulmani.
Sempre nel XVIII secolo il filosofo inglese David Hume criticò gli argomenti teologici della religione; Hume sostenne che spiegazioni naturali per l'ordine presente nell'universo fossero del tutto ragionevoli; dimostrare l'erroneità della base filosofica (essenzialmente la teologia) presente nella religione fu uno degli obiettivi più importanti dei suoi scritti.
All'inizio del XXI secolo vari esponenti del nuovo ateismo come gli scienziati Sam Harris, Daniel Dennett, Richard Dawkins e Christopher Hitchens sono anche tra i critici più importanti della religione.

## Critiche dei concetti religiosi
Alcune critiche presentate nei confronti delle religioni monoteistiche sono state:
- la religione è in errore in quanto è in conflitto con la scienza (cioè il mito della Creazione presente nel Libro della Genesi)[25];
- le religioni possono confliggere internamente (cioè le discrepanze presenti nella Bibbia tra i quattro Vangeli del Nuovo Testamento)[26][27][28].

### Affermazioni conflittuali della "vera fede"
Nel contesto della credenza teistica lo storico statunitense Stephen Roberts ha affermato: "Io sostengo che siamo entrambi atei, credo solo in un dio in meno di dio rispetto a te. Quando capirai il perché tu elimini tutti gli altri possibili dèi, capirai anche perché io respingo il tuo".

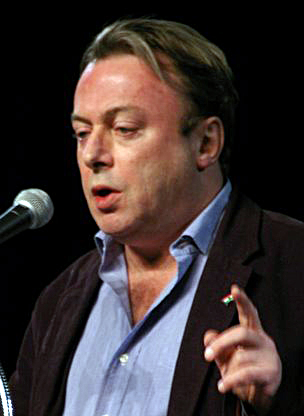
Il saggista e giornalista britannico naturalizzato statunitense Christopher Hitchens è un ateo dichiarato ed "ostile alla religione"; è l'autore di Dio non è grande. Come la religione avvelena ogni cosa.

## Spiegazioni sull'origine non divine

### Costruzione sociale
Dennett e Harris hanno affermato che le religioni teoriche e le loro scritture non sono ispirate da Dio, ma create e prodotte dall'uomo per soddisfare esigenze sociali, biologiche e politiche. Dawkins bilancia i benefici delle credenze religiose (la consapevolezza mentale, la costruzione della comunità, la promozione del comportamento virtuoso) contro gli inconvenienti. Tali critiche trattano la religione preminentemente come un costrutto sociale e quindi come nient'altro che un'ideologia in più.

### Narrazioni utilizzate per fornire tranquillità psicologica e un senso esistenziale
Dennett ha sostenuto che, ad eccezione delle religioni più moderne, come il movimento raeliano, il Mormonismo, la Chiesa di Scientology e la Fede Bahá'í, la maggior parte delle religioni è stata formulata in un momento in cui l'origine della vita, il funzionamento del corpo e la natura delle stelle e dei pianeti erano ancora poco compresi.
Queste narrazioni sarebbero state destinate a dare un senso di sollievo e di relazione con forze più grandi. Come tali, potrebbero aver servito a diverse funzioni importanti nelle società antiche. Alcuni esempi includono le opinioni che molte religioni hanno avuto tradizionalmente nei confronti dell'eclisse solare e dell'eclisse lunare e della comparsa di comete (tutte forme di astrologia). Data la corrente comprensione del mondo fisico, dove la conoscenza è aumentata esponenzialmente, Dawkins e il filosofo ateo francese Michel Onfray sostengono che continuare a mantenere questi sistemi di credenza è un fatto irrazionale e non più utile alla società.

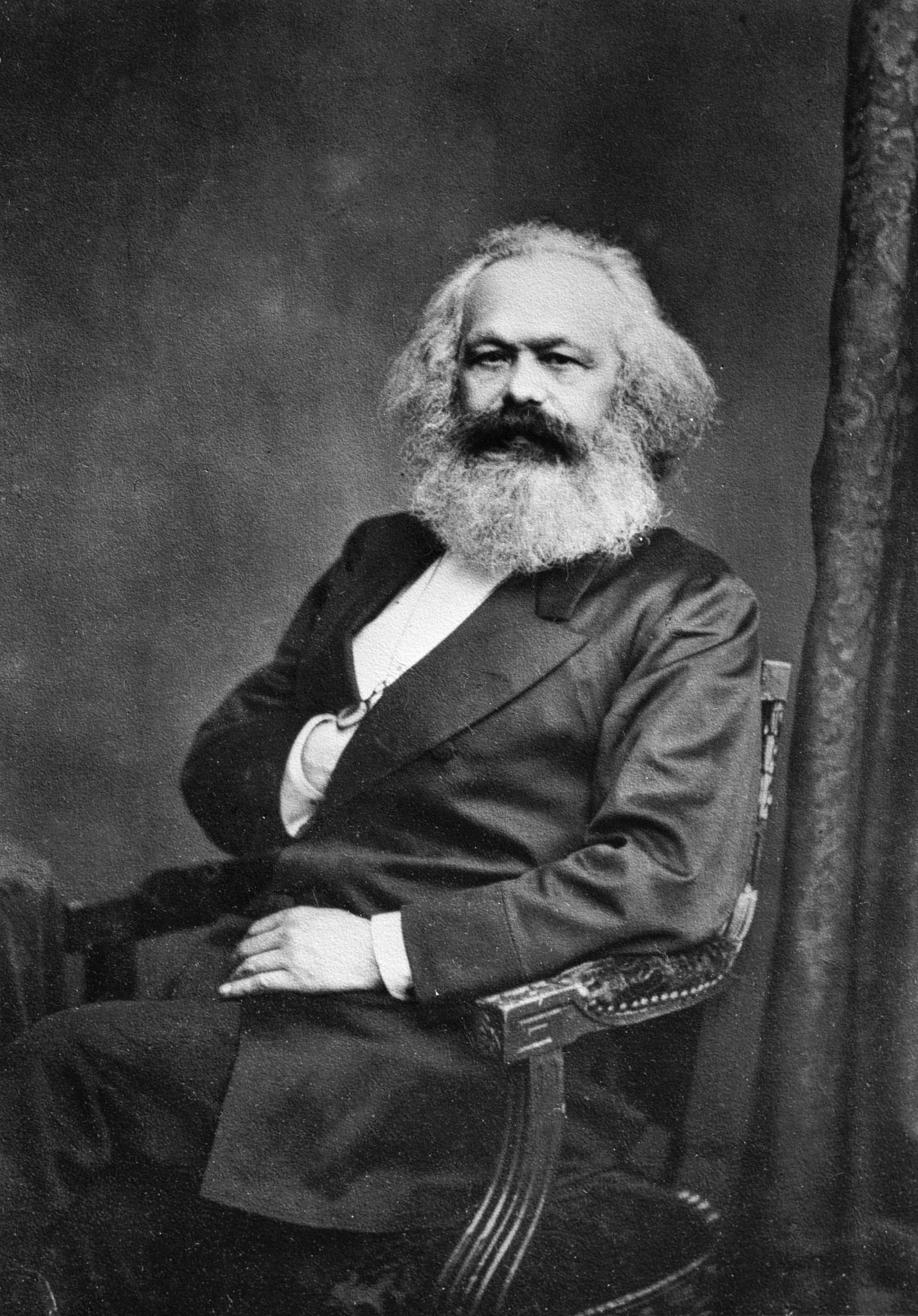
Il filosofo tedesco ottocentesco Karl Marx considerava la religione come l' "oppio dei popoli".

### Oppio dei popoli
(- Karl Marx.)
Secondo Marx, padre del "socialismo scientifico", la religione è uno strumento utilizzato dalla classe dirigente, in base alla quale le masse possono alleviare rapidamente le proprie sofferenze attraverso l'atto di sperimentare emozioni religiose. È tutto nell'interesse delle classi dirigenti quello d'infondere nelle masse la convinzione religiosa che la loro attuale sofferenza porterà ad eventuali felicità in una prossima "vita celeste". Pertanto, fino a che l'opinione pubblica crede alla religione, essa non cercherà di fare alcun vero sforzo per comprendere e superare l'autentica origine della loro sofferenza, che secondo Marx era il sistema economico del capitalismo. In questa prospettiva Marx ha visto la religione come un'evasione, una "fuga dalla realtà" (un escapismo).
Marx ha anche considerato la dottrina cristiana del peccato originale come profondamente anti-sociale nel suo più intimo carattere. Il peccato originale, ha affermato, convince la gente che la fonte della loro miseria si trova nella "peccaminosità" intrinseca e immutabile dell'umanità, piuttosto che nelle forme di organizzazione e nelle istituzioni sociali il che, sostiene Marx, può essere modificato solamente dall'applicazione di un sistema sociale collettivo pianificato.

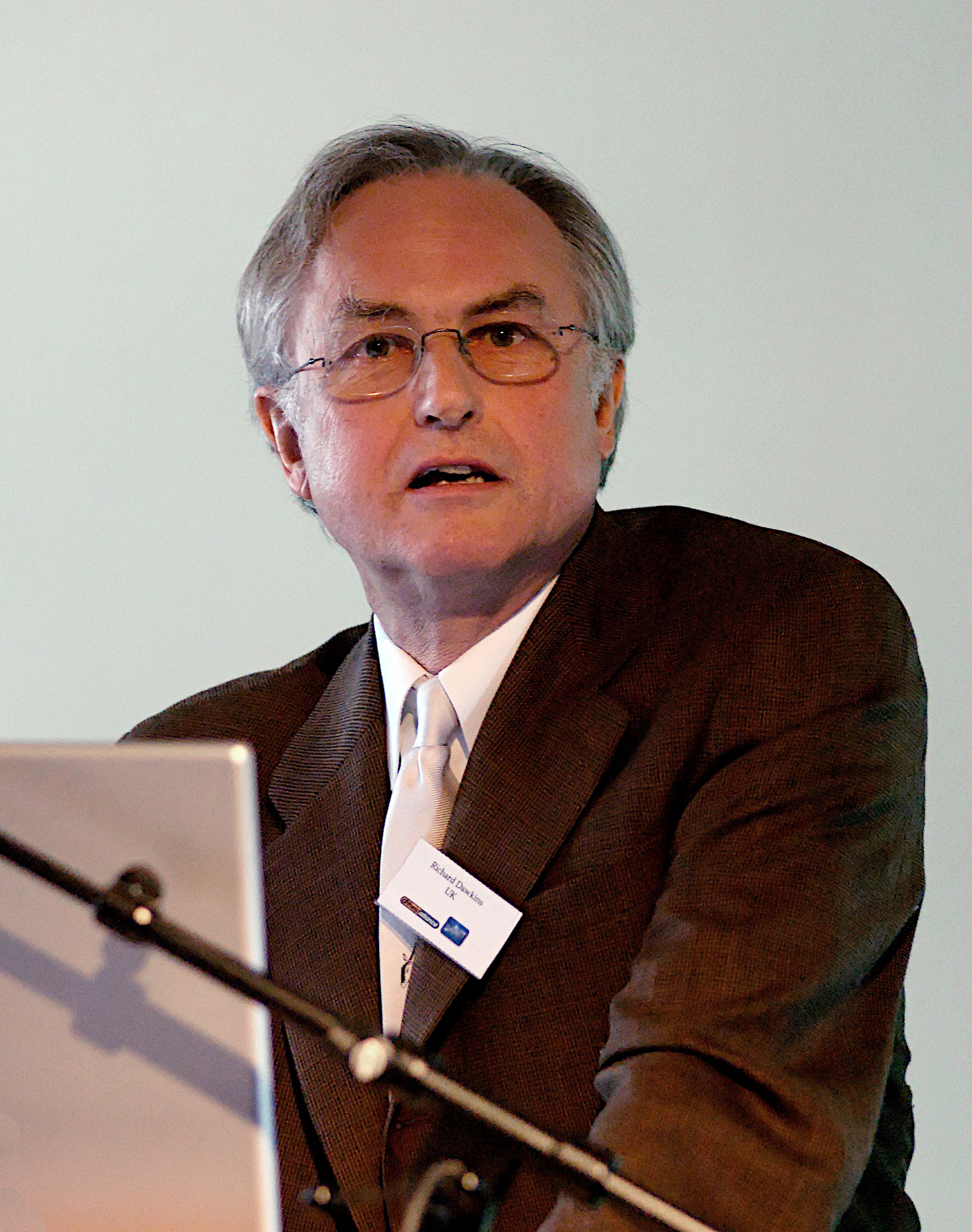
L'esponente di rilievo della biologia evolutiva britannico Richard Dawkins è un ateo e un critico della religione; ha pubblicato, tra gli altri, L'illusione di Dio.

### Virus della mente
Nel suo libro Il gene egoista del 1976 Richard Dawkins ha coniato il termine "meme" per descrivere unità informative che possono essere trasmesse in modo culturale, del tutto analogamente ai geni. In seguito ha riutilizzato questo stesso concetto nel suo saggio intitolato Virus della mente (1991) per spiegare la persistenza delle idee religiose nella cultura.
Il teologo anglicano John Bowker ha criticato l'idea che "Dio" e "Fede" siano dei virus della mente, suggerendo che "il racconto della motivazione religiosa" fatto da Dawkins è del tutto lontano dalla prove e dai dati e che, anche se l'approccio dei "meme" nei confronti di Dio era valido, esso "non produce una serie di conseguenze ... Tra i tanti comportamenti che produce, perché abbiamo bisogno di isolare solo quelli che potrebbero essere considerati come malati?".
Il teologo nord-irlandese Alister McGrath ha risposto sostenendo che "i memi non hanno posto in una seria riflessione scientifica", che vi sono forti prove che tali idee non si diffondono da processi casuali ma bensì da azioni deliberate intenzionali; che l'"evoluzione delle idee" segue maggiormente il lamarckismo più che il darwinismo ed infine che non vi sono prove (e certamente nessuna all'interno del suo saggio) che i modelli epidemiologici spieghino con efficacia la diffusione delle idee religiose.
McGrath cita anche una meta-ricerca critica di oltre 100 studi sostenendo che "se la religione viene riportata come un effetto positivo sul benessere umano dal 79% degli studi recenti sul campo, allora non può essere considerata come analoga ad un virus".

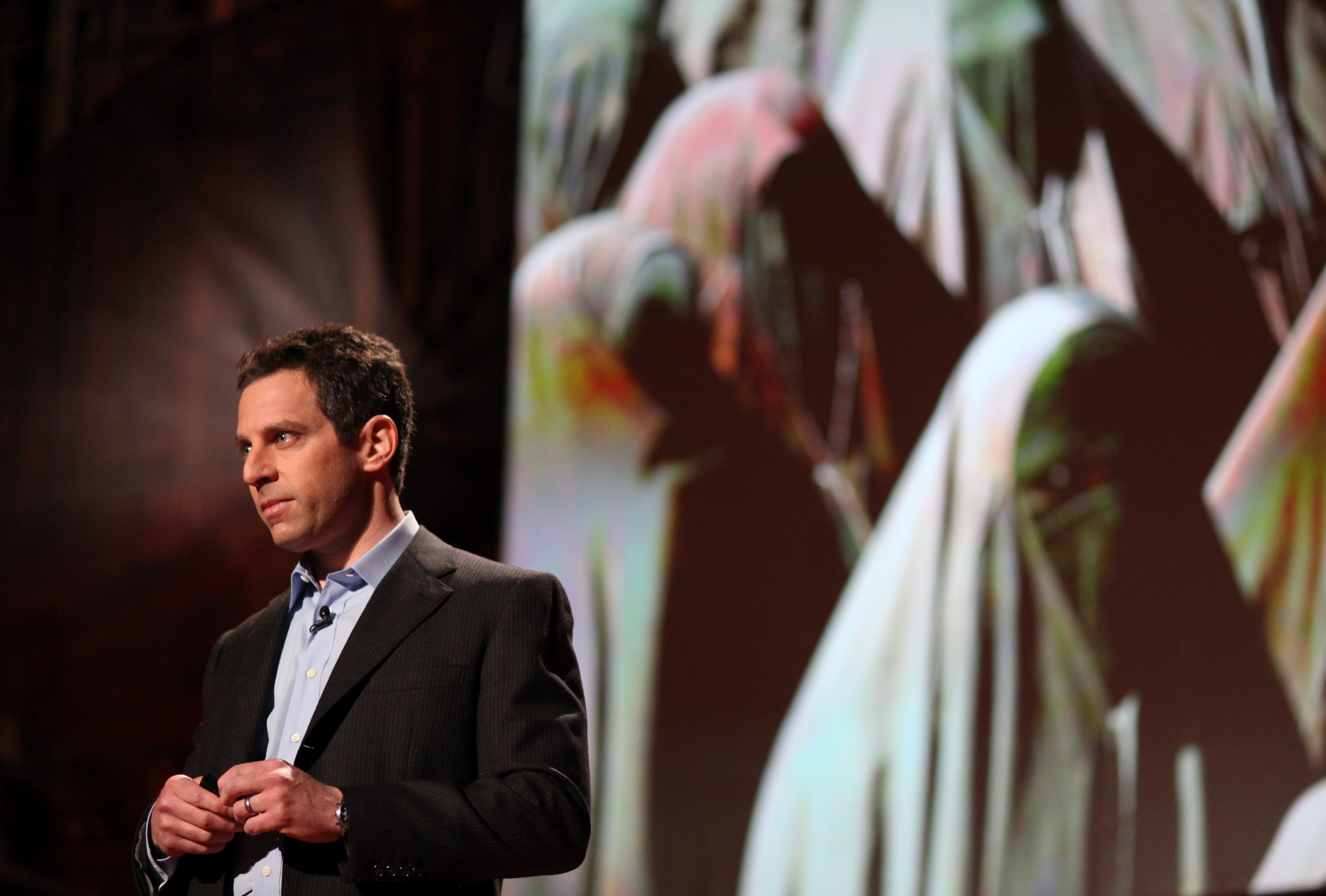
Sam Harris, esperto di neuroscienze statunitense, è anche un forte critico dell'idea religiosa in sé.

### Malattia mentale o illusione
Alcuni ricercatori, come Sam Harris, confrontano la religione con la malattia mentale, dicendo che essa "consente agli esseri umani altrimenti normali di raccogliere i frutti della follia e di considerarli santi".
Esistono anche degli studi psicologici condotti sul fenomeno del misticismo e i legami tra gli aspetti inquietanti di alcune esperienze di mistica e le loro relazioni con l'abuso infantile. In un'altra linea di ricerca il matematico statunitense Clifford A. Pickover esplora le prove che suggeriscono che l'epilessia del lobo temporale può essere legata ad una varietà di cosiddette esperienze spirituali o cosiddette esperienze mendane altre, come la possessione spiritica, che derivano da un'attività elettrica alterata nel cervello.
Lo scienziato Carl Sagan nel suo ultimo libro intitolato Il mondo infestato dai demoni (sottotitolo: la scienza come candela nell'oscurità) ha presentato la sua ipotesi a riguardo degli avvenimenti miracolosi di figure religiose in passato e dei moderni avvistamenti di UFO, come provenienti dallo stesso disturbo mentale. Secondo il neuroscienziato Vilayanur S. Ramachandran "è possibile che molti grandi leader religiosi abbiano delle convulsioni del lobo temporale e che questo li predisponga ad avere visioni ed esperienze mistiche".
Secondo l'esperto canadese di neuroscienze cognitive Michael Persinger stimolando artificialmente i lobi temporali del cervello con un campo magnetico, un dispositivo soprannominato "casco di dio", è stato in grado di indurre artificialmente esperienze religiose, assieme ad esperienze ai confini della morte ed avvistamenti di fantasmi. John Bradshaw ha dichiarato che:
Il filosofo e teologo britannico Keith Ward nel suo libro del 2006 intitolato Is Religion Dangerous? affronta l'affermazione secondo cui la fede religiosa non è nient'altro che un'illusione; egli cita la definizione presentata in Oxford Companion to Mind che dice l'illusione essere "una credenza fissa, idiosincratica, insolita nella cultura a cui la persona appartiene" ed osserva che "tutti i falsi pareri sono illusioni". Ward caratterizza poi un'illusione come un'"opinione chiaramente falsa, in particolare come sintomo di una malattia mentale", una "credenza irrazionale" la quale è  "così ovviamente falsa che tutte le persone ragionevoli la vedrebbero come un errore".
Egli però dice poi che la credenza in un Dio è differente, poiché la maggioranza "dei grandi filosofi hanno creduto in Dio ed erano persone razionali"; in seguito afferma che "ciò che è necessario per confutare l'affermazione che la fede religiosa sia un'illusione è un chiaro esempio di qualcuno che abbia un alto grado di abilità razionale, che funzioni bene negli affari ordinari della vita ... e che può produrre una difesa ragionevole e coerente delle proprie convinzioni", giungendo alla conclusione che vi sono molte persone di questo tipo "tra le quali anche alcuni dei più capaci filosofi e scienziati del mondo d'oggi".

### Stadio immaturo della vita sociale
Il filosofo francese ottocentesco Auguste Comte ha affermato che molti costrutti sociali passano attraverso tre fasi e che la religione corrisponde alle due fasi precedenti o più primitive, giungendo così a dichiarare che 

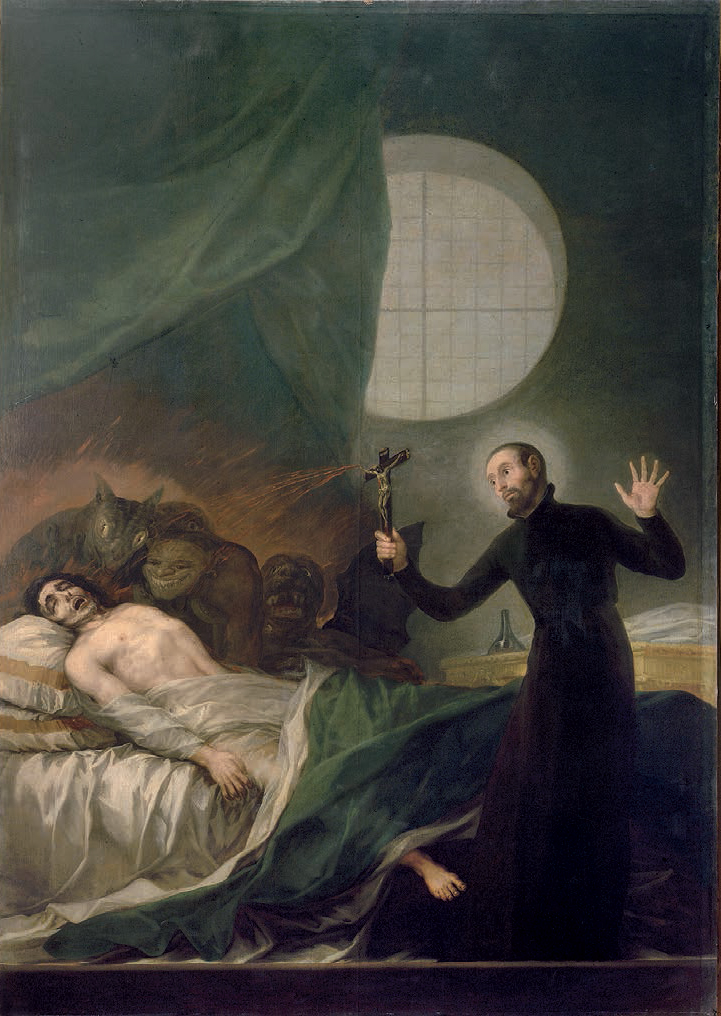
San Francesco Borgia mentre compie un esorcismo (dipinto di Francisco Goya).

## Nocività della religione per gli individui
Alcuni hanno criticato gli effetti dell'adesione a pratiche pericolose come ad esempio l'auto-sacrificio.

### Inadeguata assistenza medica
Uno studio assai dettagliato condotto nel 1988 ha trovato 140 casi di morti di bambini a causa di negligenza medica prodotta dalla religione. La maggior parte di questi casi ha coinvolto genitori cristiani che si affidavano esclusivamente alla preghiera per curare la malattia del bambino e rifiutando le cure mediche più adeguate.

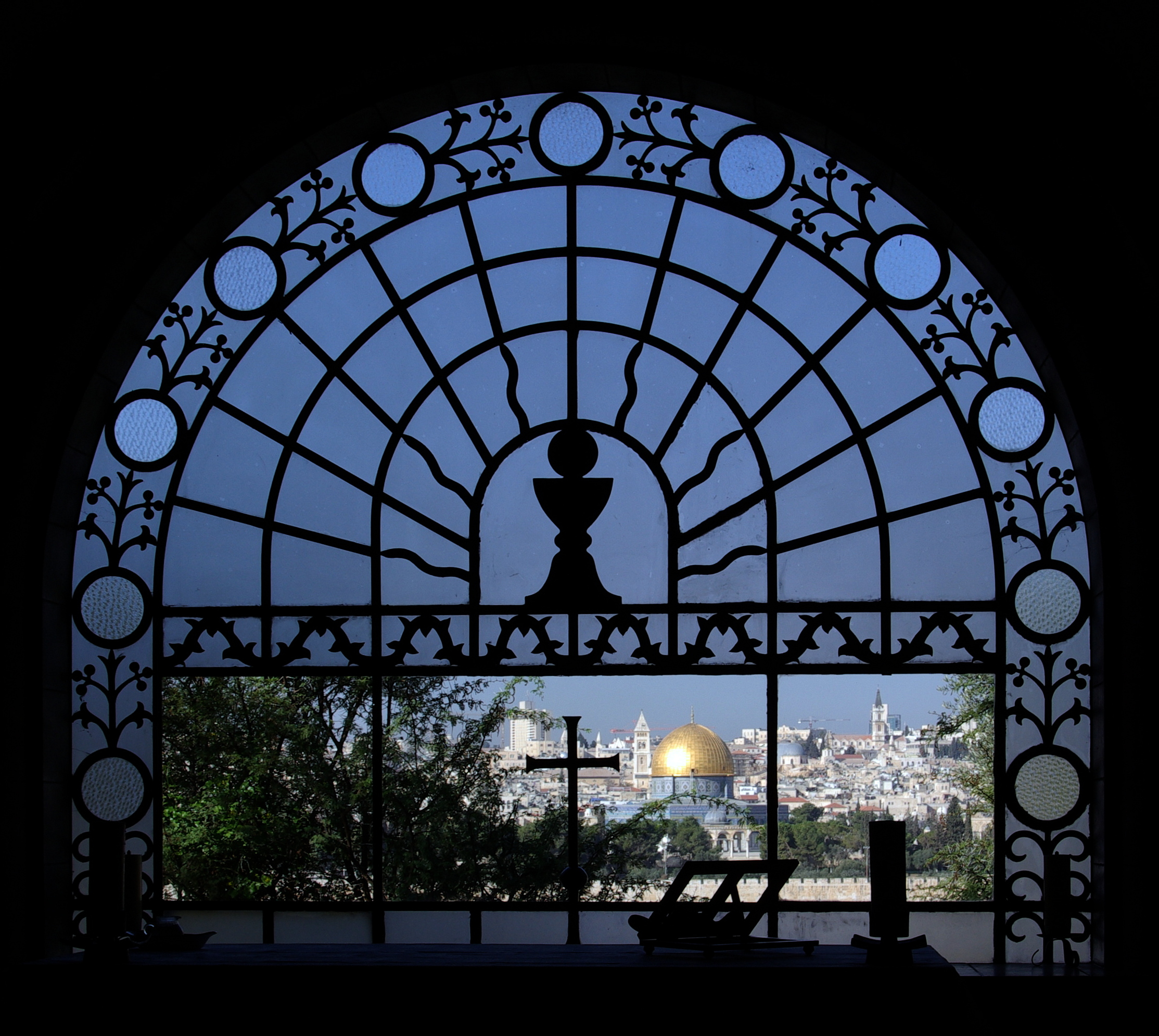
Una visita a Gerusalemme, città santa per le tre maggiori religioni del monoteismo può condurre ad un disturbo mentale chiamato Sindrome di Gerusalemme.

### Sindrome di Gerusalemme
La città di Gerusalemme ha prestato il suo nome ad un fenomeno psicologico unico in cui gli ebrei o gli individui cristiani che sviluppano idee od illusioni ossessive a tema religioso (a volte arrivando a credere di essere Gesù Cristo o un altro profeta) per cui si sentivano costretti ad intraprendere un viaggio alla volta di Gerusalemme.
Durante un periodo di 13 anni (dal 1980 al 1993), per i quali sono stati analizzati i ricoveri al centro di salute mentale di Kfar Shaul ("Kfar Shaul Mental Health Center") di Gerusalemme, sono stati ricondotti a questa clinica circa 1.200 turisti con gravi problemi mentali a causa del loro arrivo in città. Di questi 470 sono stati in seguito ricoverati in ospedale. In media almeno 100 turisti sono stati sottoposti a cure psichiatriche ogni anno, con 40 di questi con una richiesta di ammissione all'ospedale psichiatrico. Circa 2 milioni di turisti visitano annualmente Gerusalemme. Gli esperti Kalian e Witztum hanno fatto notare che in proporzione al numero totale di turisti che visitano la città, questo dato non è significativamente diverso da quello di qualsiasi altra città.
Queste dichiarazioni sono però state tuttavia sottoposte a contestazione, con l'argomentazione che gli stessi esperti della "sindrome di Gerusalemme" erano a loro volta già dei malati mentali.

### Delitto d'onore e lapidazione
Ben presente ancora in alcune parti del mondo, il delitto d'onore si realizza quando una persona viene fatta uccidere da altri membri della sua stessa famiglia per aver portato disonore o vergogna sulla stessa. Mentre le religioni come l'islam sono spesso incolpate per tali atti, Tahira Shaid Khan, professore di questioni femminili all'"Aga Khan University" (Karachi in Pakistan) osserva che nel Corano non c'è nulla che consenta o sanzioni istituzionalmente il delitto d'onore.
Khan invece ne dà la colpa agli atteggiamenti (attraverso classi sociali diverse, gruppi etnici e religiosi) che vedono la donna come una proprietà senza diritti propri; questa mentalità costituirebbe la motivazione per le uccisioni d'onore. Khan afferma inoltre che questa visione comporta una violenza contro le donne ed il loro essere trasformate in "una merce che può essere scambiata, acquistata e venduta".
La lapidazione è una forma di punizione capitale per cui un gruppo lancia delle pietre contro una persona fino a farla morire. A partire dal settembre del 2010 la lapidazione è una forma di punizione inclusa nella legislazione di alcuni paesi tra cui l'Arabia Saudita, il Sudan, lo Yemen, gli Emirati Arabi Uniti e alcuni stati della Nigeria, come punizione per Zina al-mohsena (adulterio compiuto tra persone sposate). Infine, benché la lapidazione non sia codificata nelle leggi dell'Afghanistan e della Somalia, entrambi i paesi hanno visto diversi incidenti che hanno condotto alla lapidazione a morte.
Fino ai primi anni 2000 la lapidazione era una forma giuridica di punizione capitale anche in Iran; nel 2002 la magistratura iraniana ha ufficialmente posto una moratoria su di essa. Nel 2005 il portavoce della giustizia iraniano Jamal Karimi-Rad ha dichiarato che "nella repubblica islamica non vediamo che tali pene siano comminate" aggiungendo che, se i tribunali inferiori hanno affermato le sentenze di colpevolezza, queste stesse sono state superate dai tribunali superiori e che quindi "tali sentenze non sono state eseguite".
Nel 2008 la magistratura iraniana ha deciso di espungere completamente tale tipo di pena dai libri di legge presentati all'Assemblea consultiva islamica per la loro approvazione. All'inizio del 2013 la stessa assemblea ha pubblicato una relazione ufficiale sull'esclusione della lapidazione dal codice di diritto penale accusando nel contempo i mezzi di comunicazione di massa occidentali di diffondere una "chiassosa propaganda" sul caso.

### Modifiche e mutilazioni genitali
Secondo l'Organizzazione mondiale della sanità (OMS) le mutilazioni genitali femminili non conducono ad alcun beneficio per la salute, ma costituiscono anzi una palese violazione dei diritti umani; sebbene nessun testo religioso prescriva la pratica, alcuni degli esecutori asseriscano che esista per essa un qualche tipo di supporto di tipo religioso. L'OMS nota inoltre che, in termini di autorità religiose "alcune la promuovono, alcuna lo considerano irrilevante per la religione e altri ancora contribuiscono invece alla sua eliminazione". Le influenze in direzione della sua continuazione derivano da molte fonti: "Le strutture locali del potere e dell'autorità, come i leader della comunità, i leader religiosi, i circoncisori e persino un personale medico possono contribuire a sostenere la pratica".

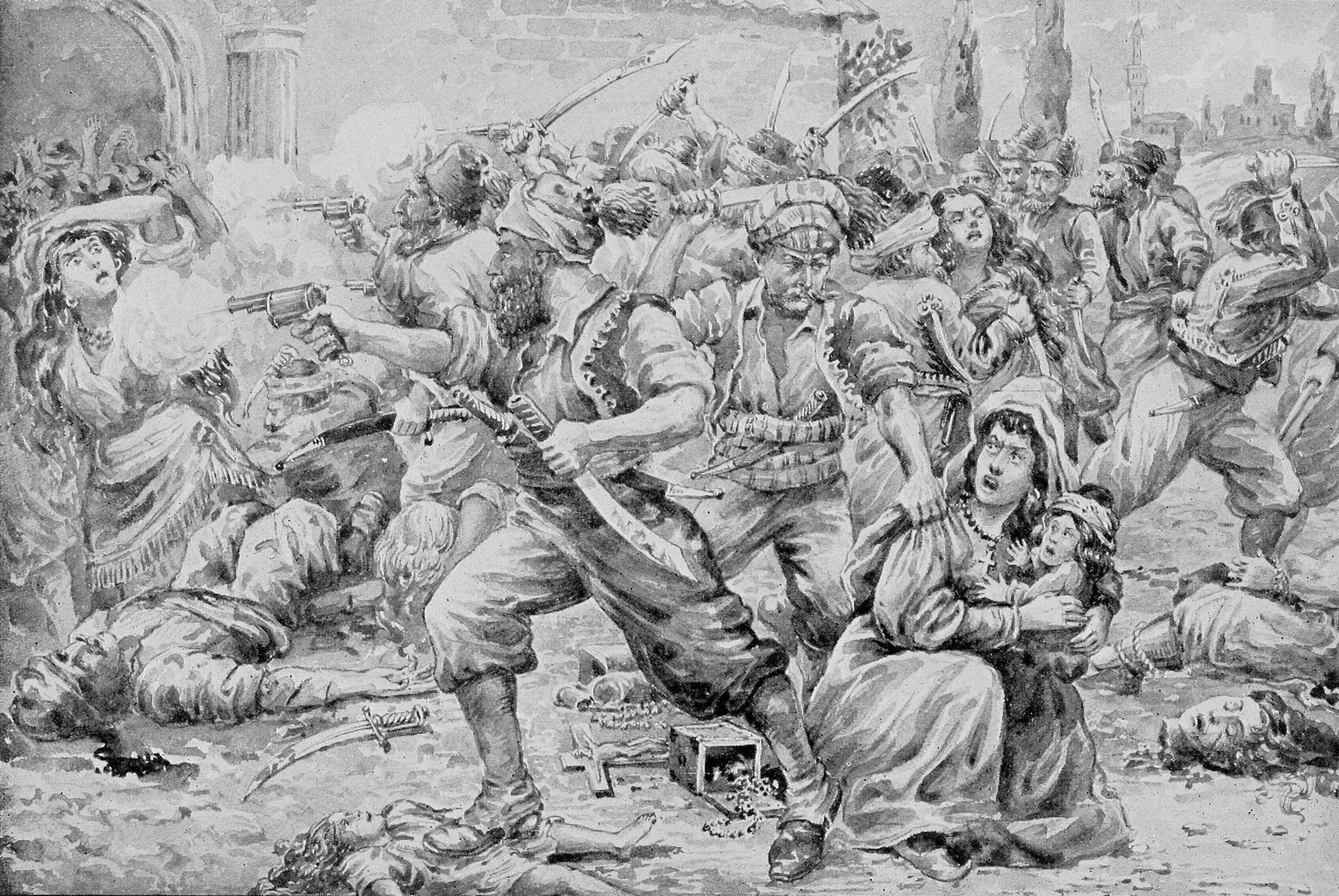
Schizzo di un testimone oculare dei Massacri hamidiani (gli armeni cristiani perseguitati dai musulmani dell'impero ottomano) nel distretto di Sason nel 1894.

### Riepilogo: ricerche e studi
Una recente revisione sistematica di 850 articoli su questo argomento ha concluso che:
Vi sono ricerche approfondite che suggeriscono che le persone religiose sono più felici e meno stressate. Le indagini di Gallup, del "NORC at the University of Chicago" e della Pew Research Center concludono che le persone spiritualmente impegnate hanno il doppio di possibilità di segnalare di essere "molto felici" rispetto alle persone meno religiose.
L'analisi di oltre 200 studi afferma che: "l'alta religiosità prevede un rischio piuttosto ridotto di depressione e di abuso di droga, meno tentativi di suicidio e più rapporti di soddisfazione con la vita sessuale e un senso generale di benessere".
D'altra parte una revisione generale di 498 studi pubblicati in riviste scientifiche hanno concluso che una gran maggioranza di coloro che si dichiaravano religiosamente impegnati dimostrava una correlazione positiva tra il loro impegno spirituale e i livelli più elevati di benessere e autostima percepiti con livelli inferiori di ipertensione. depressione e delinquenza clinica. Le indagini suggeriscono inoltre un forte legame tra la fede e l'altruismo.
Gli studi condotti dal filosofo e teologo Keith Ward mostrano che la religione in generale costituisce un contributo positivo alla salute mentale, mentre una meta-analisi di 34 recenti studi pubblicati tra il 1990 e il 2001 ha anche riscontrato che la religiosità ha una relazione salutare con l'aggiustamento psicologico dell'ansia, con una maggior soddisfazione esistenziale ed un miglior senso di auto-realizzazione.
Andrew E. Clark e Orsolya Lelkes hanno esaminato 90.000 persone in 26 paesi europei ed hanno scoperto che "il comportamento religioso è positivamente correlato con la soddisfazione della vita individuale"; una maggior religiosità generale in una determinata regione è anche correlata positivamente alla "soddisfazione individuale della vita". È risultato vero anche che una grande popolazione atea, o comunque non religiosa, ha effetti negativi di spillover, sia per i membri religiosi che per quelli non religiosi della popolazione.
Tuttavia a partire dal 2001 la maggior parte di tali studi è stata condotta esclusivamente negli Stati Uniti d'America; non risulta esservi invece alcuna correlazione significativa tra religiosità e felicità individuale nei Paesi Bassi e in Danimarca, paesi che hanno tassi di religiosità più bassi rispetto a quelli degli Stati Uniti.
Un'indagine transnazionale sul benessere collettivo ha rilevato che, a livello mondiale, le persone religiose sono solitamente più felici di quelle irreligiose, anche se le persone non religiose possono lo stesso raggiungere altissimi livelli di felicità.
Il "World Happiness Report" del 2013 cita che, una volta considerati i fattori grezzi, non esistono differenze sostanziali nella soddisfazione della vita tra i paesi religiosi e quelli meno religiosi, seppur una meta-analisi conclude che una maggior religiosità è leggermente associata con un minor numero di sintomi depressivi ed l 75% degli studi trova almeno un certo effetto positivo della religione sul senso di benessere.

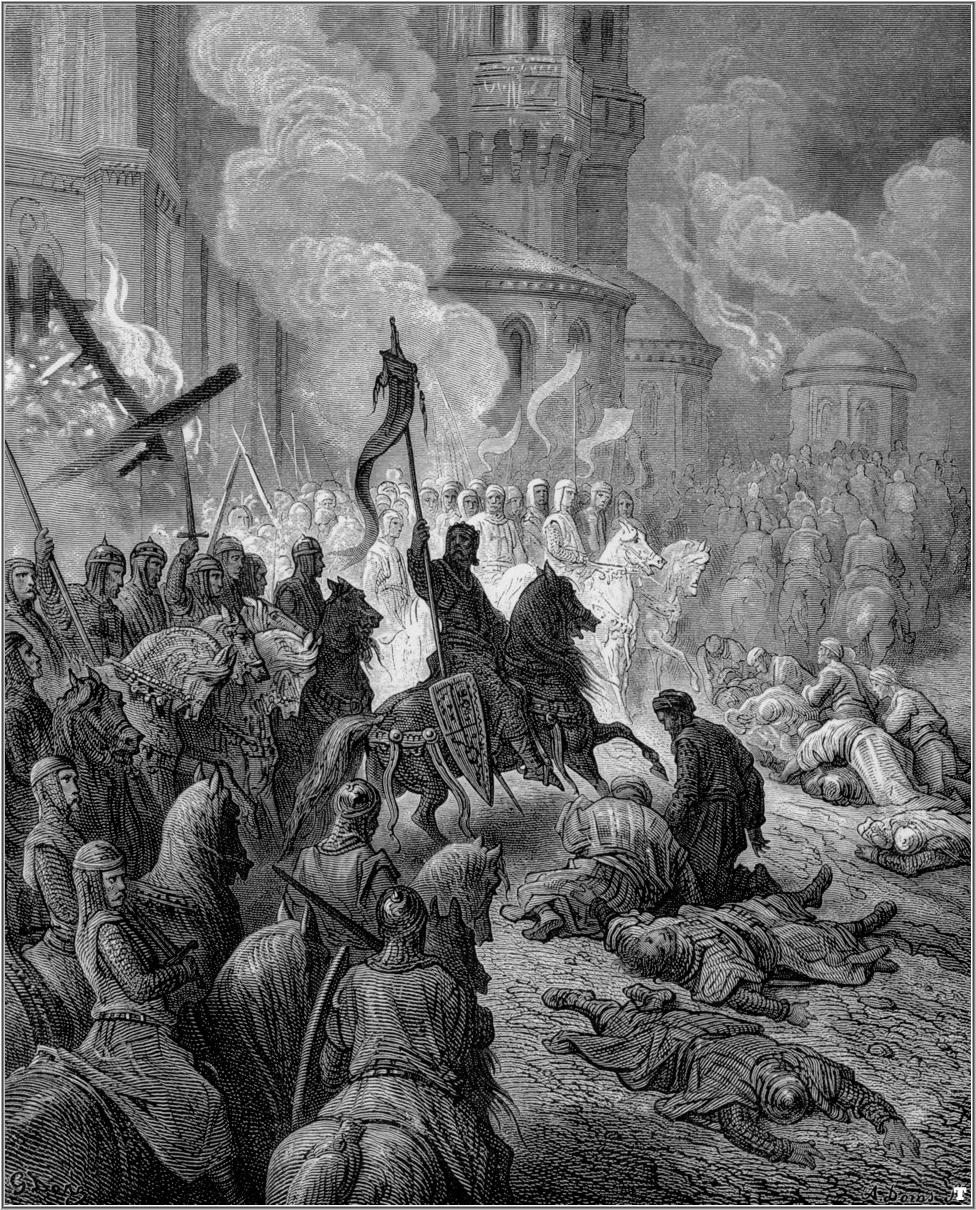
Entrata dei crociati a Costantinopoli da una stampa di Gustave Doré (1832-1883).

## Nocività della religione per la società
Alcuni aspetti della religione sono stati criticati sulla base del danno prodotto alla società nel suo complesso. L'astrofisico statunitense Steven Weinberg, per esempio, ha detto che occorre la religione sia per fare la buona gente sia per fare quella cattiva, mentre il filosofo britannico Bertrand Russell e Richard Dawkins citano la violenza ispirata o giustificata religiosamente, la sua resistenza al cambiamento sociale, la repressione delle donne e l'omofobia.
John Hartung ha sostenuto che i principali codici morali religiosi possono facilmente portare ad un'idea di "noi contro di loro"; una solidarietà e mentalità del gruppo che può giungere a disumanizzare o demonizzare quegli individui che si trovano invece al di fuori del gruppo di appartenenza come "non completamente umani" o meno degni di considerazione. I risultati possono variare da una lieve discriminazione fino ad arrivare al genocidio.
Un sondaggio commissionato dal quotidiano britannico The Guardian ha rilevato che l'82% dei cittadini britannici crede che la religione sia socialmente divisiva e che un tale effetto rappresenti un danno, nonostante l'osservazione che i non credenti superino i credenti di 2 a 1.

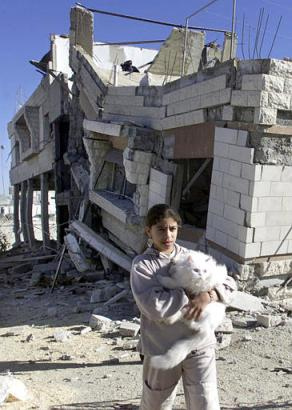
Sumayya e il suo gatto davanti alla casa demolita della sua famiglia nel campo profughi di Balatah nel 2002 durante la Seconda Intifada.

### Guerra santa e terrorismo religioso
Anche se le cause del terrorismo sono complesse si può verificare il fenomeno che i terroristi siano parzialmente rassicurati dai loro punti di vista religiosi; la convinzione che Dio sta al loro fianco e che li ricompenserà mandandoli in paradiso per aver punito i non credenti.
Questi conflitti risultano essere i più difficoltosi da risolvere, in particolare quando entrambe le parti credono che Dio si trovi al loro fianco ed abbia approvato la giustezza morale delle loro affermazioni. Una delle citazioni più infamanti associate al fanatismo religioso fu pronunciata nel 1209 durante l'assedio di Béziers (durante la crociata albigese); quando un crociato chiese al legato papale Arnaud Amaury come poter distinguere i cattolici dagli eretici catari dopo che la città fosse stata conquistata, Amaury rispose: "Caedite eos. Novit enim Dominus qui sunt eius" ("Tuez-les tous, Dieu reconnaitra les siens"), ovvero "Uccideteli tutti, Dio sarà in grado di riconoscere i suoi".
L'esperto di fisica teorica di origini giapponesi Michio Kaku considera il terrorismo religioso come una delle principali minacce nell'evoluzione dell'umanità da una civiltà di tipo 0 ad una di tipo 1 (vedi Scala di Kardašëv).

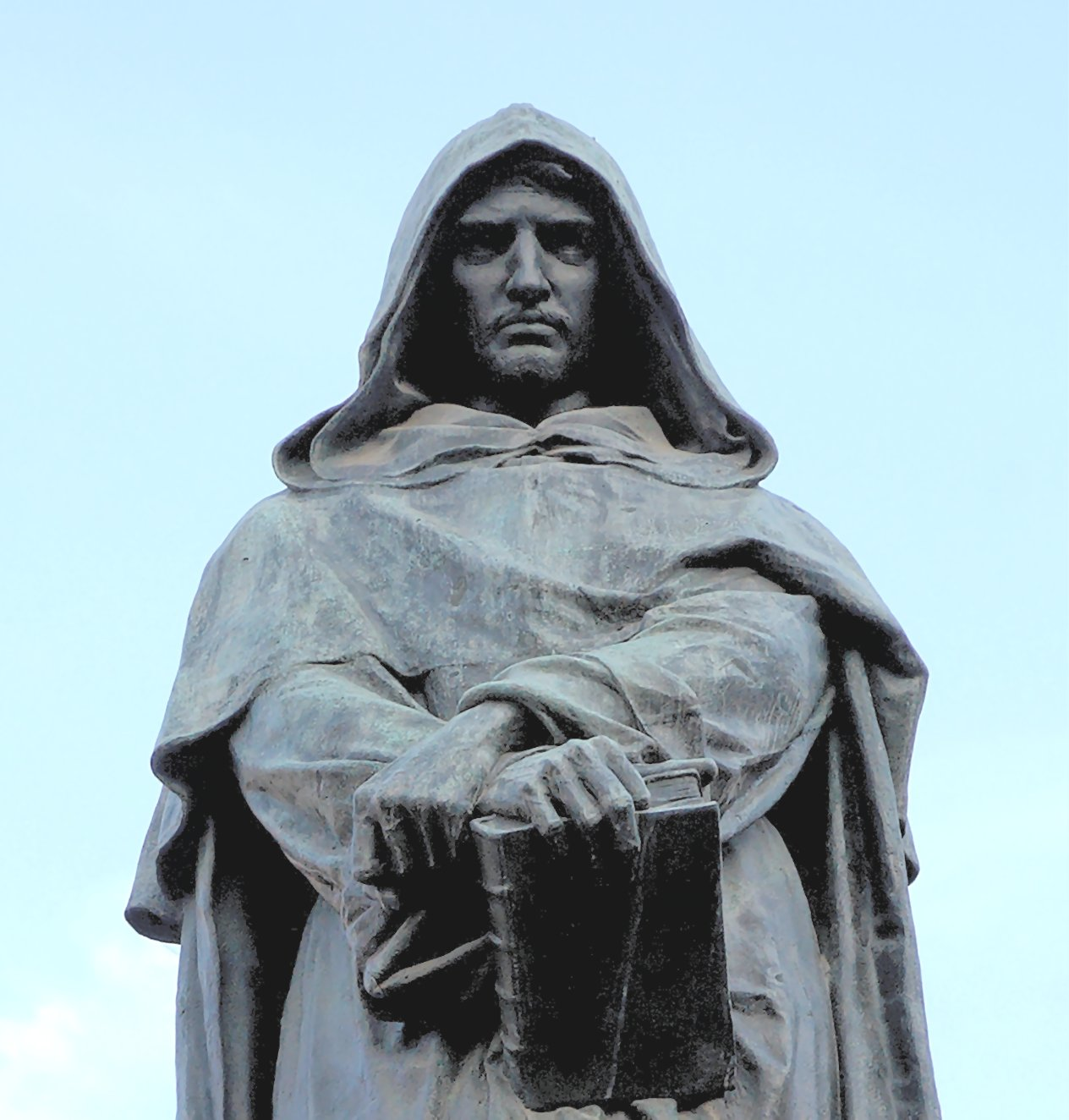
Monumento dedicato a Giordano Bruno posto a Campo de' Fiori, nel punto esatto dove il filosofo italiano subì la morte sul rogo per ordine della Santa Inquisizione romana il 17 febbraio 1600.

### Argomenti contro la religione in quanto causa significativa della violenza
Alcuni sostengono che la violenza religiosa è dovuta principalmente ad interpretazioni erronee delle norme etiche delle varie religioni e ad una combinazione di fattori non religiosi. Ciò include anche l'affermazione che eventi quali gli attentati terroristici siano motivati più politicamente che religiosamente. Mark Juergensmeyer, sociologo statunitense di scienza delle religioni sostiene che:
Altri hanno sostenuto che non è ragionevole cercare di distinguere la "violenza religiosa" dalla "violenza secolare" come categorie separate poiché le religione non è un fenomeno universale e trans-storico né tantomeno laico.
L'esperto di antropologia Jack David Eller dell'università del Nord Colorado afferma che la religione non è intrinsecamente violenta, sostenendo che "la religione e la violenza sono chiaramente compatibili, ma non sono la stessa identica cosa". Egli afferma inoltre che "la violenza non è né essenziale né esclusiva della religione" e che "praticamente ogni forma di violenza religiosa ha un suo corollario non religioso".
Si afferma inoltre che la stessa violenza si è verificata anche nei paesi non religiosi o che addirittura hanno promosso l'ateismo di stato come l'Unione delle Repubbliche Socialiste Sovietiche comunista, la Repubblica popolare cinese e la Kampuchea Democratica.

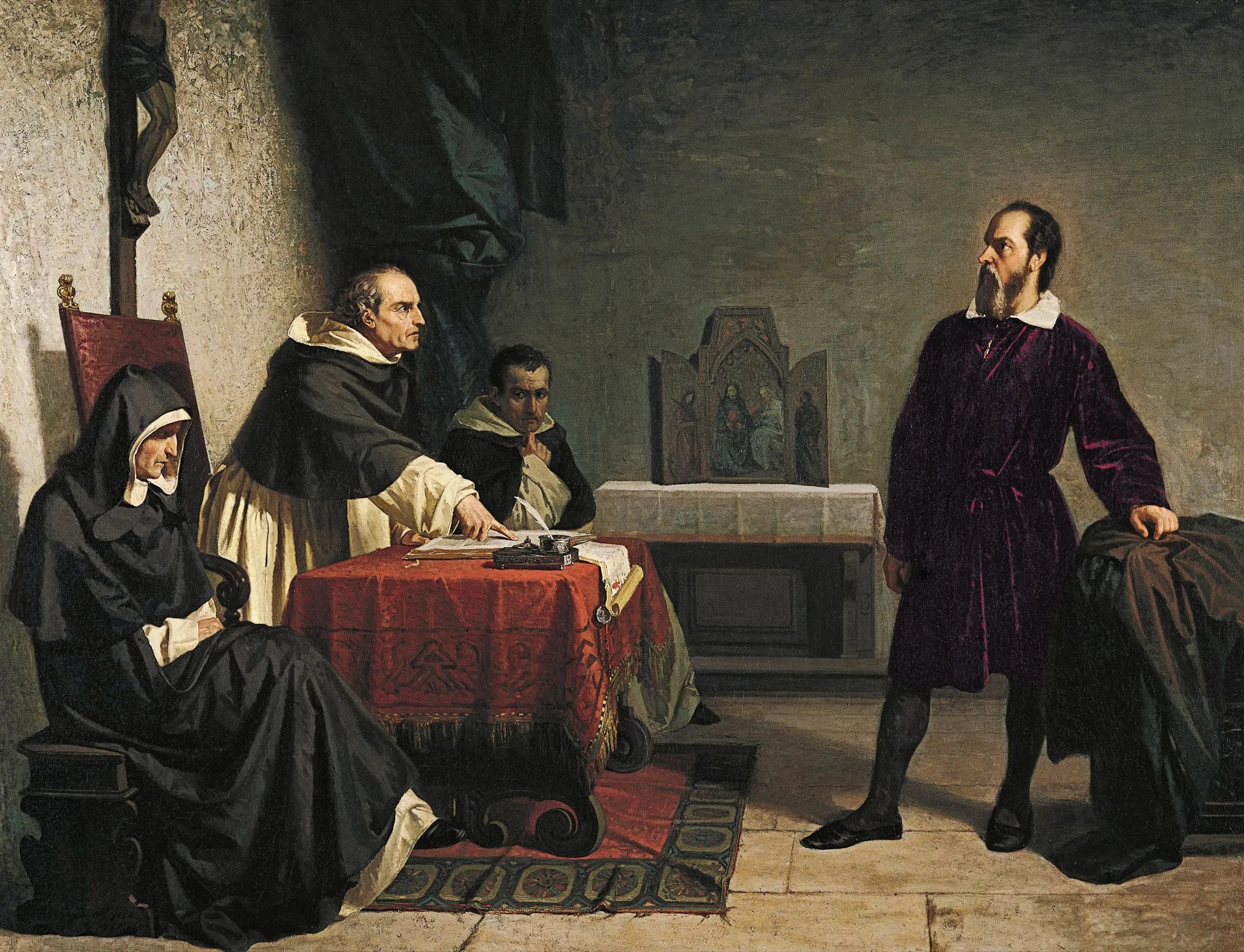
Il processo a Galileo Galilei. Lo scienziato italiano Galileo Galilei davanti alla Santa Inquisizione (dipinto di Cristiano Banti del 1824).

### Soppressione del progresso scientifico
Lo scienziato statunitense John William Draper (1811-1882) e lo storico suo connazionale Andrew Dickson White (1832-1918), autori della "tesi del conflitto", hanno sostenuto che quando una religione offre una serie completa di risposte ai problemi di scopo, morale, origine o scienza, spesso scoraggia l'esplorazione di tali aree sopprimendo la curiosità (motore primario della ricerca scientifica); nega ai suoi seguaci una prospettiva più ampia e può contribuire ad impedire il progresso sociale, morale e scientifico. Gli esempi maggiori citati nei loro scritti includono il processo a Galileo Galilei e l'esecuzione di Giordano Bruno.
Nel corso del XIX secolo la "tesi del conflitto" si sviluppò. Secondo questo modello una qualsiasi interazione tra religione e scienza deve inevitabilmente condurre ad un'apertura delle ostilità, con la religione che solitamente prende la parte dell'aggressore contro le nuove idee scientifiche. La tesi storica del conflitto era un approccio storiografico popolare nella storia della scienza durante il tardo XIX secolo e l'inizio del XX, ma la sua forma originale è stata quasi interamente scartata dagli studiosi contemporanei. Nonostante ciò la teoria dei conflitti rimane una visione popolare tra il grande pubblico ed è stata pubblicizzata anche grazie al successo di libri come L'illusione di Dio (2006).
Gli storici della scienza come John Hedley Brooke e Ronald L. Numbers considerano la teoria che vuole la religione opporsi costantemente alla scienza una sovrapplicazione preferendovi una visione maggiormente sfumata del soggetto. Questi storici citano ad esempio il caso di Galileo Galilei e il processo a carico di John Scopes (il quale insegnò nel 1925 la Teoria dell'evoluzione nelle scuole del Tennessee nonostante il divieto statale a farlo) ed affermano che questi non erano casi puramente di conflitto tra scienza e religione; anche fattori personali e politici pesarono fortemente nello svilupparsi di ciascuno di essi.
Inoltre alcuni storici affermano che le organizzazioni religiose figurano in maniera prominente nelle storie più ampie di molte scienze, con molte delle maggiori menti scientifiche immerse nella professionalizzazione dell'impresa scientifica (per tutto il XIX secolo) che erano appartenenti al clero o comunque dei pensatori religiosi. Alcuni storici sostengono inoltre che molti degli sviluppi scientifici come le leggi di Keplero e la riformulazione della fisica del XIX secolo in termini di energia sono state esplicitamente guidate da idee religiose.
Recenti esempi di focolai di tensione sono state le controversie riguardanti il Dibattito tra creazionismo ed evoluzionismo, le controversie sull'uso della contraccezione, l'opposizione alla ricerca sulla cellula staminale embrionale od infine le obiezioni teologiche alla vaccinazione, all'anestesia e alla trasfusione di sangue.

### Argomenti contro la religione che sopprime la scienza
Sono stati offerti argomenti anche contro i presunti conflitti tra le scienze e le religioni. Ad esempio lo scrittore cristiano britannico C. S. Lewis ha suggerito che tutte le religioni, per definizione, implicano una fede in concetti che non possono essere né dimostrati né smentiti dalle scienze. Tuttavia alcune credenze religiose non sono state in linea con le opinioni della comunità scientifica, ad esempio la credenza religiosa sul "creazionismo della Terra giovane".
Anche se alcuni che criticano le religioni sottoscrivono la "tesi del conflitto", altri non lo fanno. Ad esempio Stephen Jay Gould si trova d'accordo con C. S. Lewis e ha suggerito che la religione e la scienza siano "magisteri" non sovrapponibili. Lo scienziato Richard Dawkins ha però affermato che i praticanti religiosi spesso non credono loro stessi per primi nella concezione dei magisteri non sovrapposti.
Tuttavia la ricerca sulle percezioni della scienza tra il pubblico americano conclude che la maggior parte dei gruppi religiosi non vede alcun conflitto epistemologico generale con la scienza o con la ricerca di conoscenze scientifiche, anche se possono esservi conflitti epistemici o morali quando gli scienziati fanno delle rivendicazioni nei confronti dei principi religiosi.
Anche i più rigorosi fautori del creazionismo tendono ad avere opinioni molto favorevoli nei confronti della scienza. Inoltre gli studi transnazionali condotti tra il 1981 e il 2001 sui punti di vista della scienza e della religione hanno rilevato che i paesi con un più alto tasso di religiosità non hanno una maggior fiducia nella scienza, mentre i paesi che sono considerati più secolari sono meno scettici sull'impatto prodotto dalla scienza e dalla tecnologia.
Anche se gli Stati Uniti d'America sono un paese altamente religioso rispetto ad altri paesi avanzati industriali, secondo la National Science Foundation gli atteggiamenti pubblici verso la scienza sono più favorevoli negli Stati Uniti che in Europa, Russia e Giappone.
Uno studio condotto su un campione nazionale degli studenti universitari statunitensi ha esaminato se considerassero il rapporto tra scienza e religione come un riflesso principalmente di conflitti, di collaborazione o di indipendenza. Lo studio ha concluso che la maggior parte dei laureati in scienze naturali e in scienze sociali non vedono conflitti tra scienza e religione. Un'altra scoperta fatta studio è stata che vi è una maggior probabilità che gli studenti si allontanino da una prospettiva di conflitto ad una d'indipendenza o di collaborazione che viceversa.

### Argomenti contro la visione che vede la religione come dannosa per la società
Uno studio rileva che i livelli significativi di disfunzione sociale sono riscontrati in paesi altamente religiosi come gli Stati Uniti, mentre quei paesi che hanno una bassa religiosità tendono ad avere livelli inferiori di disfunzione, anche se è stato fatto notare in un'edizione successiva che la correlazione non implica necessariamente la causalità.
Altri studi mostrano collegamenti positivi nel rapporto tra religiosità e comportamento morale, altruismo e il crimine. Infatti una meta-analisi di 60 studi sulla religione e la criminalità ha concluso che "i comportamenti e le convinzioni religiose esercitano un moderato effetto dissuasivo sui comportamenti criminali dei singoli"
. Un altro studio ha rilevato che, almeno negli Stati Uniti, il 40% dei partecipanti regolari alle funzioni religiose sono anche inseriti in opere di volontariato per aiutare poveri e anziani, a differenza del 15% di americani che non frequentano mai i servizi religiosi.
Inoltre gli individui religiosi hanno una maggiore probabilità di far parte del volontariato rivolto ai programmi scolastici e giovanili (36% contro 15%), di far parte di un gruppo civico di quartiere (26% contro 13%) o di un gruppo di volontariato nel campo della sanità (21% contro 13%). Altre ricerche hanno mostrato analoghe correlazioni tra religiosità e l'offrire aiuto gratuito.
Nelle indagini analoghe anche coloro che partecipano attivamente ad una qualche Chiesa hanno più probabilità di segnalare che si sono registrati per compiere il proprio diritto di voto, che fanno opera di volontariato, che hanno aiutato personalmente qualcuno senza fissa dimora e che si descrivono come "attivi all'interno della comunità". Va segnalato a riguardo come nelle comunità religiose, fregiarsi come altruista e impegnato nel sociale sia un costume atto a dare prestigio alla persona e in quanto tale spesso ostentato e simulato, senza avere alla base un reale impegno o una ideologia.

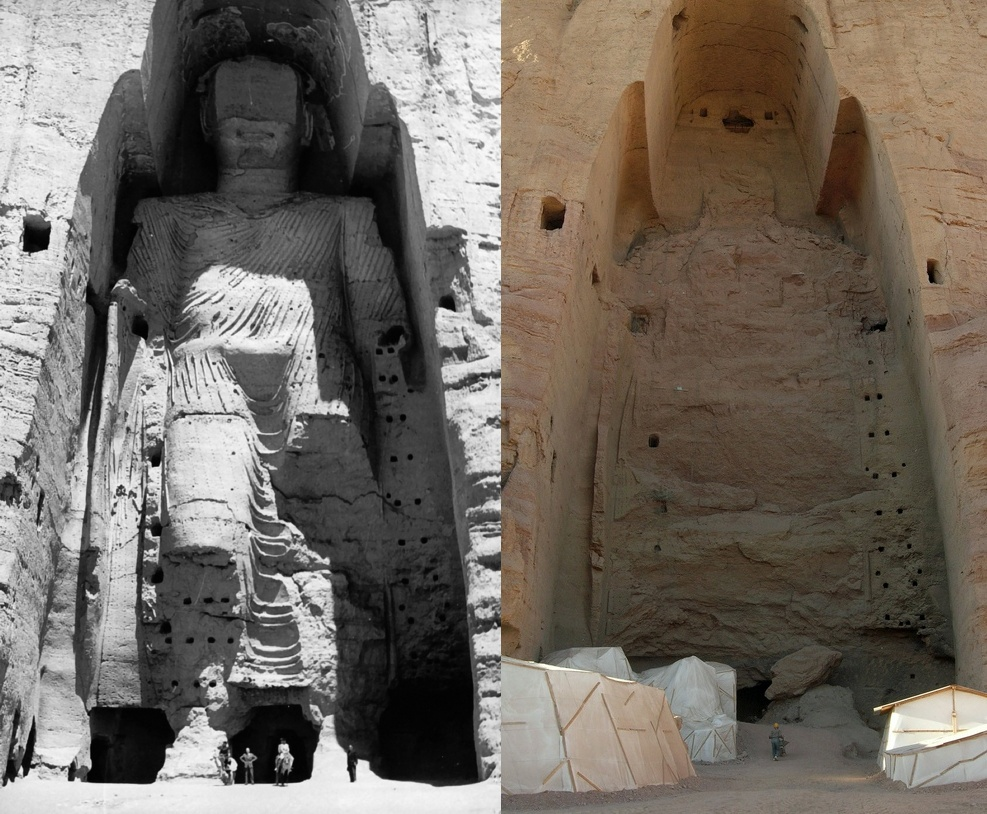
Uno dei due giganteschi Buddha di Bamiyan prima e dopo la distruzione da parte dei Talebani in Afghanistan.

## Moralità
Dawkins sostiene che le religioni teistiche svalutano la compassione e la moralità. A suo avviso la Bibbia contiene molte ingiunzioni contrarie alla coscienza personale rispetto alla Sacra Scrittura e le eventuali azioni positive a cui essa conduce non provengano da un'autentica compassione, bensì dalla paura nei confronti della punizione. Albert Einstein ha affermato che non è necessaria alcuna base religiosa per dimostrare dei comportamenti etici.
La ricerca suggerisce che i credenti tendono ad avere opinioni diverse rispetto ai non credenti su tutta una serie di questioni sociali, etiche e morali. Secondo un'indagine condotta nel 2003 negli Stati Uniti d'America dal gruppo californiano rifacentesi all'evangelicalismo Barna, per coloro che si descrivevano come credenti vi erano meno probabilità - rispetto a quelli che si descrivevano come atei o agnostici - a considerare i seguenti comportamenti come moralmente accettabili: la convivenza eterosessuale al di fuori dell'istituto matrimoniale, divertirsi in qualche fantasia sessuale, procurare un aborto, avere un rapporto sessuale al di fuori del matrimonio, l'accettazione del gioco d'azzardo, guardare immagini di nudità o comportamenti sessuali espliciti (vedi pornografia), l'accettazione dell'ubriachezza ed infine di "avere rapporti sessuali con qualcuno del proprio stesso sesso" (vedi omosessualità).

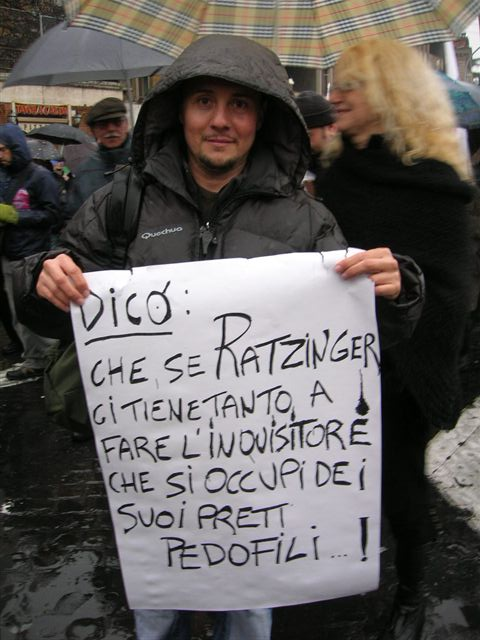
"Dico: se Ratzinger ci tiene tanto a fare l'inquisitore che si occupi dei suoi preti pedofili...!" (Roma, 2007).

### Educazione dei bambini
Nel corso del XIX secolo il filosofo tedesco Arthur Schopenhauer sosteneva che indottrinare in alcune idee religiose precise i bambini in giovane età avrebbe potuto promuovere la resistenza al dubitare in seguito di quelle stesse idee.
L'islam ha permesso il matrimonio di uomini anziani con bambine fino ai 9 anni di età, il matrimonio infantile. Il pastore battista Jerry Vines ha citato l'età di una delle mogli del profeta Maometto, Aisha, per denunciarlo di aver intrattenuto rapporti sessuali con una bambina, riferendosi a Maometto come ad un pedofilo.
La "Seyaj Organization for the Protection of Children" descrive casi di bambine di dieci anni sposate e violentate in Yemen (vedi il caso di Nojoud Ali), di una bambina yemenita tredicenne morta a causa di sanguinamenti interni tre giorni dopo il matrimonio e quello di una bambina dodicenne che morirà di parto dopo il matrimonio. Lo stato yemenita non ha attualmente un'età minima per il matrimonio.
Il fondatore della Chiesa di Gesù Cristo dei Santi degli ultimi giorni (il mormonismo) Joseph Smith, sposò ragazze di un'età compresa tra i tredici e i quattordici anni ed altri della sua stessa congregazione arrivarono a sposare bambine di dieci anni. La Chiesa eliminò il matrimonio infantile nel corso del XIX secolo, ma diversi rami del mormonismo continuano la pratica.

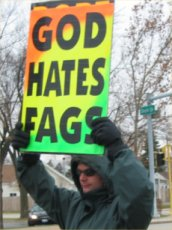
Un picchetto omofobo promosso dalla Chiesa battista di Westboro, uno dei gruppi di odio anti-LGBT, a Northlake (Illinois) nel 2007. Il cartello dice: Dio odia i froci.

### Omosessualità
A differenza di molte altre religioni l'induismo non sembra considerare l'omosessualità come un problema.
Negli Stati Uniti d'America i gruppi conservatori per i diritti dei cristiani come la "Christian Legal Society" e l'"Alliance Defending Freedom" hanno presentato numerose azioni legali contro le università pubbliche, con l'intento di rovesciare le politiche volte a proteggere gli omosessuali dalla discriminazione e dai crimini d'odio. Questi gruppi sostengono che tali politiche violino il loro diritto di esercitare liberamente la religione come viene garantito dalla "Free Exercise Clause" del I emendamento della Costituzione degli Stati Uniti d'America.
L'omosessualità rimane illegale nella gran parte dei paesi musulmani e molti di questi stati giungono ad imporre la pena di morte per il comportamento omosessuale. Nel luglio del 2005 due giovani uomini iraniani, Mahmoud Asgari e Ayaz Marhoni - di 16 e 18 anni - hanno subito l'impiccagione pubblica in quanto omosessuali, provocando un corale grido di protesta internazionale.

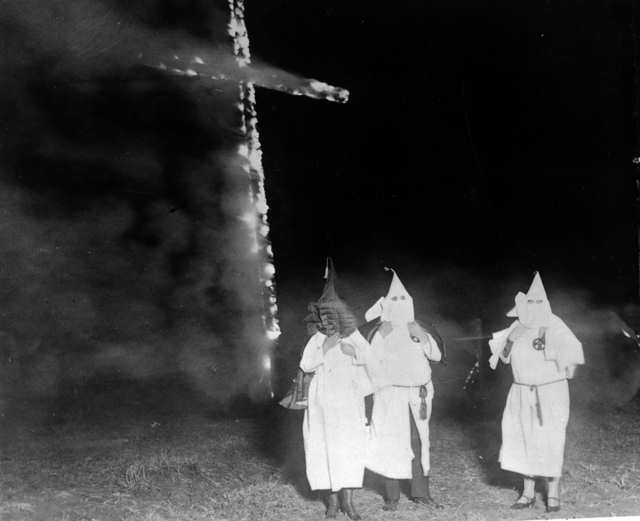
La "Croce che brucia" viene spesso utilizzata dal Ku Klux Klan per intimidire le minoranze etniche (Denver 1921).

### Razzismo
La religione è stata utilizzata da alcuni come una giustificazione per il sostegno al razzismo; il movimento dell'Identità cristiana è stato spesso associato alle manifestazioni più eclatanti di razzismo. Vi sono argomenti tuttavia i quali hanno posizioni di sintesi che possono essere tanto dei riflessi dei punti di vista sociali contemporanei quanto espressioni di quello che è stato chiamato razzismo scientifico.
La Chiesa mormone ha escluso i neri dal sacerdozio dal 1860 fino al 1978. La maggior parte delle sette di fondamentalismo mormone all'interno del Movimento dei Santi degli ultimi giorni ha rigettato la decisione presa dalla Chiesa nel 1978 che consentiva agli afroamericani di poter ottenere il sacerdozio, pur continuando a negare l'attività razzista all'interno della stessa Chiesa.
A causa di "credenze di sintesi razziale" nella primavera del 2005 l'"Intelligence Report" del Southern Poverty Law Center ha classificato la Chiesa mormone nella categoria dei "gruppi di odio" a causa dei suoi insegnamenti sulla razza, che includono una feroce condanna delle relazioni interrazziali (vedi mescolanza razziale).
D'altra parte molti cristiani si sono impegnati attivamente verso uno stabilirsi dell'uguaglianza razziale, contribuendo al movimento per i diritti civili degli afroamericani. "The African American Review" ha ammesso quanto sia stato importante il ruolo assunto dal risveglio cristiano all'interno della Chiesa nera nel movimento dei diritti civili. Martin Luther King, ordinato pastore del battismo è stato uno dei maggiori leader del movimento nonché presidente della Southern Christian Leadership Conference, un'organizzazione cristiana statunitense per i diritti civili.

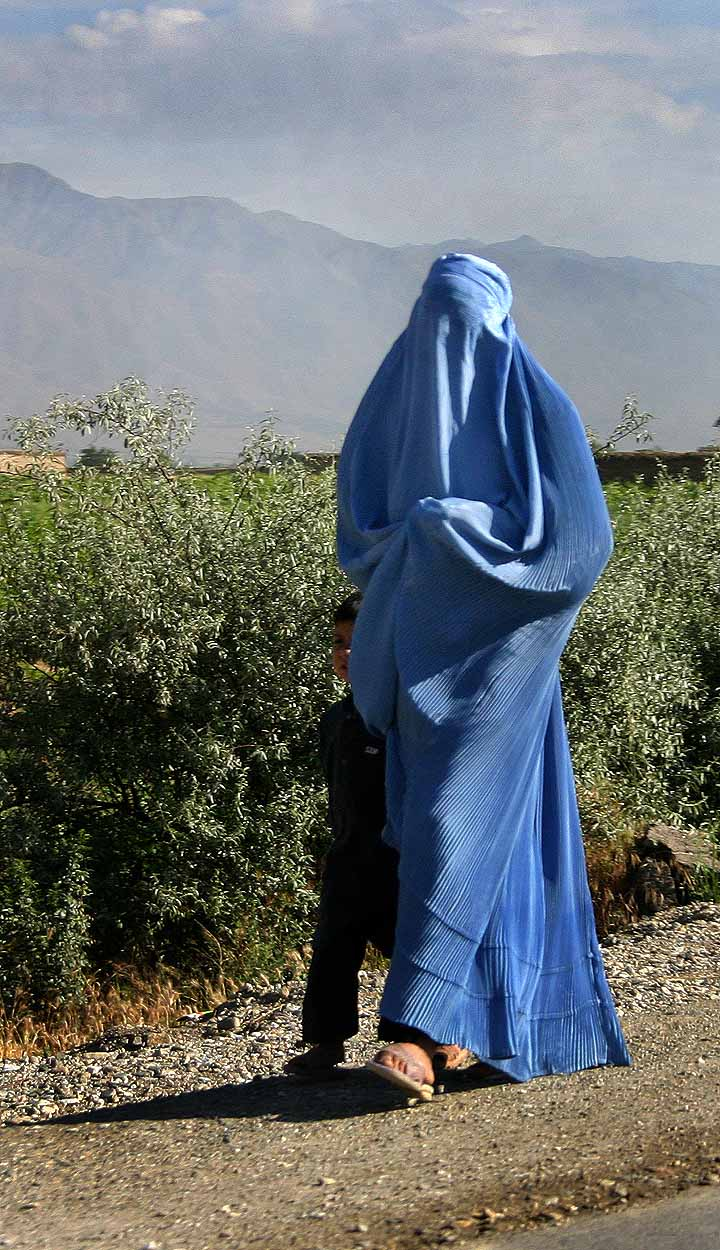
Una donna ricoperta dalla testa ai piedi dal Burka in Afghanistan nel 2007.

### Condizione della donna
Le leggi islamiche sono state criticate da organizzazioni per i diritti umani in quanto espongono le donne al maltrattamento e alla violenza, impedendo loro di denunciare le eventuali violenze e contribuendo così alla discriminazione della donna.
L'Organizzazione delle Nazioni Unite afferma che l'islam viene utilizzato per giustificare le inutili e dannose mutilazioni genitali femminili, quando gli scopi vanno dalla privazione del piacere sessuale per scoraggiare l'adulterio, assicurando così la verginità ai loro mariti o generando un'apparenza di verginità.
L'iraniana Maryam Namazie sostiene che le donne sotto la legge della Sharia sono delle vittime, sia in materia penale (come la punizione per un velo "sconveniente") sia in materia civile e anche che le donne hanno ostacoli nel campo giudiziario che risultano invece avvantaggiare ed essere indulgente nei confronti degli uomini.
Secondo la psicologa statunitense Phyllis Chesler l'islam è legato doppio filo alla violenza contro le donne, specialmente sotto la forma di "delitto d'onore". Ella rifiuta l'argomentazione che vorrebbe gli omicidi d'onore non collegati alla religione, dichiarando invece che il fondamentalismo religioso crea come suoi primi atti concreti delle restrizioni alle donne; nell'islam non solo queste risultano essere più severe, ma esso reagisce anche più violentemente quando queste regole vengono infrante.
Il cristianesimo è stato molto criticato per aver dipinto sempre le donne come delle "peccatrici innate", non credenti, ingannevoli e sempre desiderose di sedurre ed incitare gli uomini al peccato sessuale. L'autrice Katharine M. Rogers sostiene che il cristianesimo ha sempre propagandato la misoginia e che il "timore della seduzione femminile" può essere rinvenuto fin nelle Lettere di Paolo.
La critica letteraria KK Ruthven sostiene che l'eredità della misoginia cristiana è stata consolidata dai cosiddetti "Padri della Chiesa", come Tertulliano il quale pensava che una donna non fosse solo la "porta del diavolo" ma anche "un tempio costruito su una fogna". Lo scrittore Jack Holland sostiene che il concetto di "caduta dell'uomo" è pura misoginia, un mito "che accusa la donna per tutti i mali e le sofferenze dell'umanità".
Secondo la giornalista e scrittrice britannica Polly Toynbee la religione interferisce con l'autonomia fisica e favorisce atteggiamenti negativi nei confronti della forma del corpo umano femminile; Toynbee scrive che "i corpi femminili sono sempre il problema, troppo impuri per essere vescovi e talmente pericolosi da essere coperti dall'islam e anche da parte dell'ebraismo".

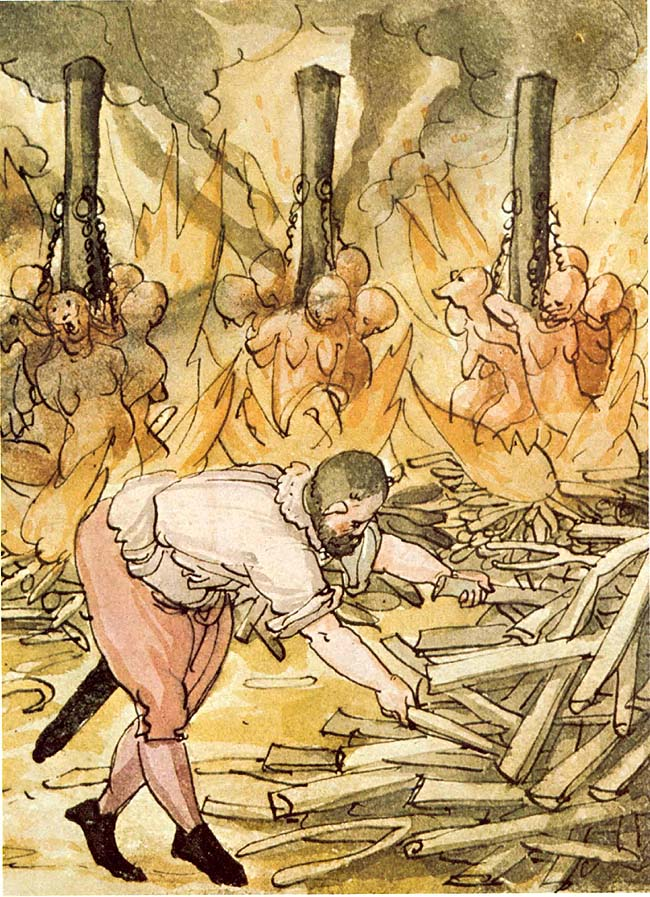
Morte sul rogo a seguito della caccia alle streghe nell'Europa centrale (1537).

Una delle critiche maggiori fatte alla religione è quella che sostiene ch'essa contribuisce ad un'ineguale relazione nel matrimonio, creando norme che subordinano la moglie al marito; la parola ebraica בעל (ba`al) per marito, che si può ritrovare in tutta la Bibbia, è sinonimo di proprietario e padrone.
L'esponente del femminismo Julie Bindel sostiene che le religioni incoraggiano il dominio degli uomini sulla donna e che l'islam promuove la sottomissione delle donne ai loro mariti e incoraggia pratiche come il matrimonio infantile. Ella ha scritto anche che la religione "promuove la disuguaglianza tra uomini e donne", che il messaggio dell'islam per una donna comprende il fatto che "sarà sottomessa al marito e devota dedicando la sua intera vita per soddisfarlo" e che "l'ossessione islamica nei riguardi della verginità e del parto ha condotto alla segregazione di genere e al matrimonio precoce".
Un'altra critica femminista alla religione è data dalla rappresentazione di Dio come un potere onnipotente e perfetto, dove questo potere è in realtà un dominio che viene costantemente associato alle caratteristiche della mascolinità ideale. L'esponente del femminismo lesbico Sheila Jeffreys sostiene che:
Le figure religiose cristiane sono state coinvolte durante tutto il corso del Medioevo e nei primi tempi della storia moderna ad atti e pratiche lesive della dignità della donna, come le prove di stregoneria generalmente utilizzate per punire donne fuori dai canoni e indipendenti (o per il loro impegno e attivismo), come le praticanti di ostetricia, poiché spesso non erano prove sufficienti quelle relative alla stregoneria.

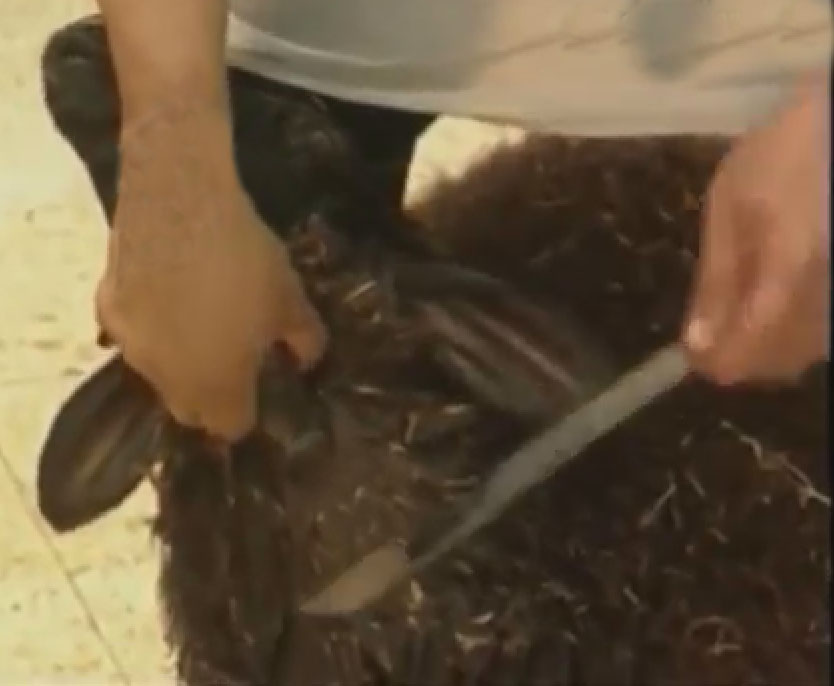
Pratica casher.

### Diritti degli animali
La Shechitah (macellazione casher) si è storicamente attirata critiche da parte dei non ebrei per il suo essere presumibilmente disumana e non sanitaria, in parte come propaganda antisemitica, che voleva la carne ritualmente macellata come causa di "degenerazione"; ed infine anche in parte dalla motivazione economica che staccava gli ebrei dall'industria della carne.
A volte, tuttavia, queste critiche erano rivolte all'ebraismo nella sua qualità eminente di religione. Nel 1893 un gruppo di sostenitori dei "diritti degli animali" i quali stavano combattendo contro la macellazione casher ad Aberdeen tentarono di collegarne la crudeltà con la pratica religiosa ebraica. Nel corso degli anni venti i critici polacchi di questo tipo di macellazione sostennero che una tale pratica non avesse effettivamente alcuna base nella "Sacra Scrittura".
Al contrario le autorità ebraiche sostengono che i metodi di macellazione si basano direttamente sul Libro della Genesi IX: 3 e che "queste leggi sono vincolanti per gli ebrei dei nostri tempi".
I sostenitori della macellazione casher sostengono invece che l'ebraismo richieda una tale pratica proprio perché viene considerata umana. La ricerca condotta da Temple Grandin e da Joe M. Regenstein nel 1994 ha concluso che, se applicata correttamente con appropriati sistemi di ritenzione, la macellazione casher produce un po' di dolore e sofferenza e rileva che le reazioni comportamentali all'incisione effettuata durante la macellazione sono minori a quelle dell'inversione di marcia o alla pressione durante una frenata.
Coloro che praticano e sottoscrivono religiosamente e filosoficamente il vegetarianesimo ebraico non sono però d'accordo ed affermano che non si richiede obbligatoriamente una tale macellazione, mentre anzi molti studiosi medioevali dell'ebraismo come Joseph Albo e Isaac Arama, considerarono il vegetarianesimo come un ideale morale, non solo per la preoccupazione rivolta al benessere degli animali, ma anche per quello del macellaio stesso.
Altre forme di macellazione rituale, come la macellazione rituale islamica, sono anch'esse oggetto di controversia. Logan Scherer, scrivendo per People for the Ethical Treatment of Animals, ha affermato che gli animali sacrificati secondo la legge islamica non possono essere storditi prima di venire uccisi. I musulmani possono mangiare carne di animali uccisi solo secondo la legge della Sharia ed affermano che la legge islamica sulla macellazione rituale è stata progettata appositamente per ridurre il dolore e l'angoscia che l'animale può essere costretto a subire.
Secondo il "Farm Animal Welfare Council" (FAWC) le pratiche Ḥalāl e Casher dovrebbero essere vietate perché quando gli animali non sono storditi prima della morte soffrono un dolore del tutto inutile. I musulmani e gli ebrei sostengono invece che la perdita di sangue dal taglio sulla gola rende gli animali incoscienti abbastanza rapidamente. 

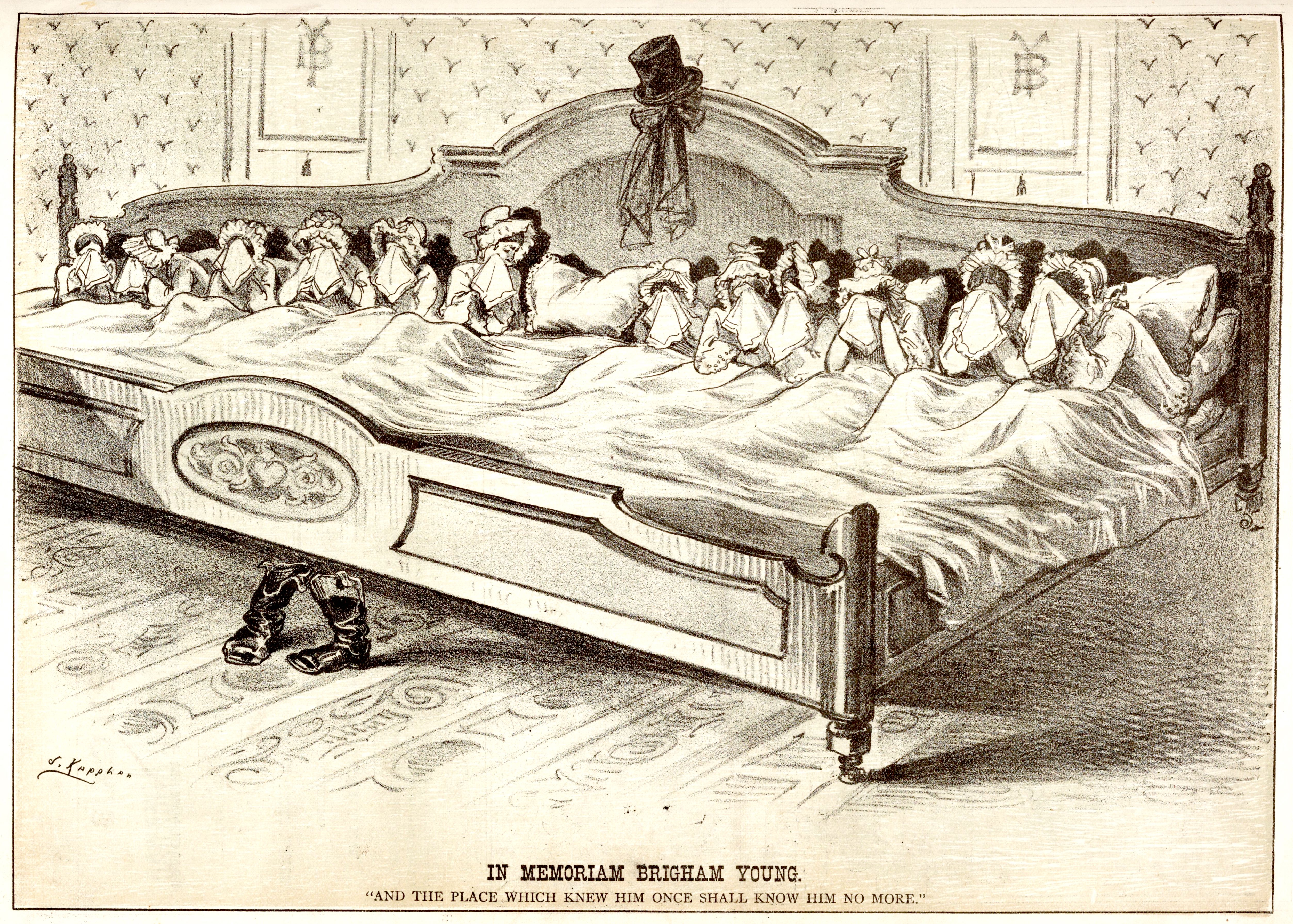
Caricatura delle molte mogli del leader del Mormonismo Brigham Young in lutto dopo la sua morte.

## Accuse di corruzione rivolte ai capi religiosi

### Dirigenti corrotti o immorali
Il termine "dominionismo" viene spesso utilizzato negli Stati Uniti d'America per descrivere un movimento politico presente nel fondamentalismo cristiano. I critici considerano il "dominio" come tentativo di imporre impropriamente il cristianesimo come unica religione di stato degli Stati Uniti. La parola ha cominciato ad emergere alla fine degli anni ottanta ispirata al libro, alla serie di film e alle conferenze intitolate Whatever Happened to the Human Race? di Francis Schaeffer e C. Everett Koop.
Le opinioni di Schaeffer hanno influenzato esponenti del conservatorismo come Jerry Falwell, Tim LaHaye, John W. Whitehead del "Rutherford Institute" e, anche se essi rappresentano diverse idee teologiche e politiche, i dominanti ritengono di avere il dovere cristiano di riprendere in mano "il controllo di una società peccaminosa e secolarizzata" mettendo i cristiani fondamentalisti in varo uffici pubblici o introducendo la "legge biblica" all'interno della sfera secolare.
Gli scienziati sociali hanno usato la parola "dominionismo" per riferirsi all'adesione alla "teologia dominionista", nonché all'influenza nel più ampio diritto cristiano delle idee ispirate dalla teologia medesima.
Nel corso dei primi anni novanta, la sociologa Sara Diamond e il giornalista Frederick Clarkson hanno definito il dominionismo come un movimento che, pur includendo la teologia dominonista e il ricostruzionismo cristiano come suo sottoinsiemi fondamentali, è in realtà un fenomeno molto più ampio, estendendosi ai cosiddetti diritti dei cristiani.
A partire dal 2004, in collaborazione con l'autrice di saggi Katherine Yurica, un gruppo di autori tra cui il giornalista Chris Hedges, l'accademica Marion Maddox, il rabbino A. James Rudin, Sam Harris e il gruppo di "TheocracyWatch" hanno cominciato ad applicare il termine ad un più ampio spettro di persone rispetto a quanto fatto in precedenza dai sociologi come Diamond.
Gli aderenti ufficiali del ricostruzionismo sono pochi ed emarginati tra i cristiani conservatori. I termini "dominionista" e "dominionismo" sono raramente utilizzati per la loro auto-descrizione e il loro utilizzo è stato attaccato da diverse parti. Il membro del giornalismo investigativo Chip Berlet ha scritto che "alcuni critici del diritto cristiano hanno allungato il termine dominionismo oltre il suo punto di rottura".
Sara Diamond ha scritto che "la scrittura dei liberali sui piani di assunzione del potere da parte dei fautori dei diritti dei cristiani ha generalmente assunto la forma di una teoria della cospirazione". Il giornalista Anthony Williams ha affermato che il suo scopo è quello di "smascherare il partito Repubblicano come il partito della teocrazia domestica; i fatti lo condannano".
Il commentatore conservatore Stanley Kurtz l'ha definita la "cosiddetta cospirazione del nonsensr", "paranoia politica" e "colpevolezza per associazione" in perfetto stile Bad company e rifiuta pertanto le "vaghe caratterizzazioni" di Hedges che gli consentono di "dipingere un quadro molto discutibile di una massa cristiana dominionista praticamente senza volto e senza nome". Kurtz si lamenta anche di una percezione esistente la quale collega gli appartenenti all'evangelicalismo medio con gli estremisti del ricostruzionismo cristiano.

## Riepilogo storico delle critiche alla religione rivolte dai pensatori occidentali
Tra i più illustri critici della religione ci sono i filosofi antichi Democrito (il fondatore dell'atomismo); Epicuro (fondatore dell'epicureismo), il poeta latino Tito Lucrezio Caro (autore di De Rerum Natura); il teorico della politica rinascimentale italiano Niccolò Machiavelli (autore de Il Principe e sul cui nome si coniò il termine machiavellismo); il pensatore inglese del XVII secolo David Hume; il barone francese Paul Henri Thiry d'Holbach, Voltaire (uno dei massimi esponenti dell'Illuminismo francese e fautore del Deismo), lo scrittore francese della fine del XVIII secolo il marchese de Sade (dal cui nome è stato coniato il termine sadismo); il poeta italiano Giacomo Leopardi; i tedeschi Ludwig Feuerbach, Karl Marx (ideatore del marxismo), Friedrich Nietzsche (autore de L'Anticristo. Maledizione del cristianesimo e creatore dei termini Morte di Dio, Eterno ritorno, Volontà di potenza e Oltreuomo); il filosofo inglese del XX secolo Bertrand Russell; il fondatore dell'esistenzialismo ateo Jean Paul Sartre; il pensatore francese contemporaneo Michel Onfray (autore di un Trattato di ateologia); il matematico italiano Piergiorgio Odifreddi (autore di Perché non possiamo essere cristiani (e meno che mai cattolici)) e l'astronoma Margherita Hack. All'inizio del XXI secolo vari esponenti del nuovo ateismo come gli scienziati Sam Harris (autore de La fine della fede e Lettera a una nazione cristiana), Daniel Dennett (autore di Rompere l'incantesimo), Richard Dawkins (autore de L'orologiaio cieco e de L'illusione di Dio) e Christopher Hitchens (autore di Dio non è grande) sono anche tra i critici più importanti della religione. A questi si aggiungono Lawrence Krauss (autore de L'universo dal nulla e Stephen Hawking (autore de Il grande disegno).

### Età dei Lumi

#### David Hume
Il filosofo inglese David Hume (1711-1776) fondò sulla scia di Ruggero Bacone (1214-1294) e di Francesco Bacone (1561-1626) il rigoroso empirismo razionalista il quale si oppose anche al deismo del suo tempo. La sua opera principale intitolata Ricerca sull'intelletto umano (in due parti pubblicate rispettivamente nel 1748 e nel 1751) rappresentò una critica radicale alla supposta conoscibilità di una "prova razionale" nei confronti della religione, cercando così di distruggere la giustificazione etica della religione.

#### Immanuel Kant
Il filosofo tedesco Immanuel Kant (1724-1804) non fu un critico della religiosità pura. La sua Critica della ragion pura (1781-87) ebbe un respiro molto più ampio: tutte le prove della metafisica vennero superate immettendole entro i limiti categorici della ragione. Egli stabilì, in particolare, l'impossibilità della deduzione ontologica (vedi prova ontologica) di comprovare l'esistenza di Dio (come sostenuto invece da Anselmo di Canterbury nel corso del Medioevo).
Da allora in poi si è sempre più marcata la distanza da ogni tipo di metafisica, con la filosofia moderna che vede i modelli di interpretazione religiosa della realtà sotto il segno dell'irreale e dell'irrazionalità.

#### Gotthold Ephraim Lessing
Il filosofo tedesco Gotthold Ephraim Lessing (1729-1781)  con L'educazione del genere umano considerò l'origine storica della religione nelle sue tre forme di monoteismo - ebraismo, cristianesimo e islam; egli fu precursore del superamento della visione che vuole la religione essere indipendente della ragione. A questo scopo pubblicò tra il 1774 e il 1778 col titolo Frammenti dell'Anonimo di Wolfenbüttel una scelta di testi tratti dall'Apologie oder Schutzschrift für die vernünftigen Verehrer Gottes (1735-1767/68) di Hermann Samuel Reimarus (1699-1768).
L'orientalista Reimarus aveva infatti difeso il cristianesimo durante la sua vita come una religione della ragione contro il più radicale Illuminismo francese ed in questo scritto - pubblicato postumo - iniziò a combattere per la sua tesi utilizzando l'esegesi biblica e indicando i dogmi come una frode inventata dai sacerdoti per tenere in stato di oppressione la povera gente. Criticò soprattutto la fede nei miracoli di Gesù, nella sua resurrezione e nell'allora dogmatizzata - anche dal protestantesimo - dottrina dell'ispirazione verbale, considerata una pia frode condotta dagli Apostoli.

### XIX secolo

#### Friedrich Schleiermacher
Il filosofo e teologo tedesco Friedrich Schleiermacher (1768-1834) cercò di portare il "sentimento di quasi assoluta dipendenza religiosa" del romanticismo tedesco in un movimento contro-romantico rifacentesi al razionalismo dell'Illuminismo. Egli vide il soggettivo, l'esperienza che non è concettualmente tangibile del senso d'infinito, come una forma passiva puramente recettiva della coscienza di sé, che sfugge pertanto ad un qualsiasi accesso alla critica attiva della mente. Egli insegnò che in qualche modo il misticismo cristiano medievale è ancora una volta una delle tante manifestazioni di "forma alienata della religione". Criticò anche assai aspramente, a causa del loro dogmatismo e settarismo, le chiese protestanti di stato, ma non richiese alcuna separazione istituzionale tra lo Stato e la Chiesa.

#### Johann Gottlieb Fichte
Il filosofo tedesco Johann Gottlieb Fichte (1762-1814) è considerato il fondatore dell'idealismo tedesco. Nel 1792 pretese che vi fosse il bisogno di una prova critica di tutta la rivelazione, svolgendo costantemente i principi di Kant per stabilire poi il suo Io-coscienza speculativa. In questa riflessione sul terreno della sua autocoscienza religiosa (contro la fede popolare) essa viene ancora una volta presa in considerazione nell'idea impensabile e inalienabile dell'Assoluto (l'incondizionato) in cui la ragione idealista trova il suo ultimo fondamento.

#### Georg Wilhelm Friedrich Hegel
Il filosofo tedesco Georg Wilhelm Friedrich Hegel (1770-1831) cercò di rendere questa nostro pianeta Terra adatto per la comprensione della grande "Storia del mondo"" e la sua soggettivamente limitata consapevolezza di sé - cioè la fede religiosa - venne intesa come parte del momento di auto-sviluppo dell'essere divenuto "Spirito del mondo" (vedi la Fenomenologia dello spirito, 1807). Egli fece, contro i romantici, il lavoro di comprendere e riaffermare la pretesa della "Verità del Tutto" - la totalità delle cose tangibili, tra cui anche la storia umana. Hegel volle trasmettere l'idea di una necessaria critica di fondo della religione particolaristica, con la sua ragionevole comprensione del "significato costruttivo".

#### Auguste Comte
Il filosofo francese Auguste Comte (1798-1857) fondò, dopo la sua rottura con il precursore del socialismo utopistico Henri de Saint-Simon e la sua pubblicazione nel 1842 della sua opera più importante, Corsi di filosofia positiva (1832), un lavoro critico del positivismo contro la religione rivelata e a favore di una "religione positiva" sottoposta al criticismo.
L'idea di base è che la religione esiste solo nelle sue manifestazioni fenomeniche e che la conoscenza di essa non può mai essere assoluta. La questione circa l'"essenza" della religione e la sua "causa ultima" è quindi del tutto priva di significato. Ci si può solo limitare alle relazioni esistenti con gli altri fenomeni religiosi percettibili, la loro successione storica e le loro somiglianze più note (la "storia delle religioni"). Questo sempre a condizione che le sue leggi possano essere intraviste; gli studi religiosi differirono così da tutti i concetti teologici e metafisici e diventarono positivi.
Comte vide questo in termini discreti come fasi preliminari della descrizione scientifica della religione come uno sviluppo necessario: il feticismo dei primitivi con le loro "religioni della natura" contengono oggetti individuali attivi, il politeismo può assumere una varietà di esseri invisibili come causa di fenomeni naturali a cui invece il teismo come la metafisica ridurrebbe questi esseri in un'unica forza astratta, a principi primordiali; la natura e le caratteristiche del monoteismo li riconducono ad atti di un unico ed invisibile essere divino.
Il positivismo riconosce tutto ciò come mere apparenze; egli le attribuisce a leggi ancestrali. Di per sé risulta essere necessario un percorso di conoscenza che conduca la religione alla pura scienza dei fenomeni. Ogni individuo fa di questo sviluppo una sua "scienza";  la teologia ingenua metafisica si riflette attraverso la fase positiva-descrittiva.

#### Ludwig Andreas Feuerbach
Il filosofo tedesco ed esponente della sinistra hegeliana Ludwig Feuerbach (1804-1872) applicò l'autocoscienza in divenire nel suo libro intitolato Essenza del cristianesimo (1841), una critica serrata della religione che esprime la fede in termini di "proiezione"; "Dio" è solo proiettato sul cielo dell'auto-espressione dell'autocoscienza finita la quale aspira all'infinito. Con l'idea di Dio, l'uomo immagina il suo essere superiore, lo fa diventare un oggetto del suo desiderio oggettivamente spiegato: "Non Dio creò l'uomo a sua immagine, come vorrebbe farci credere la Bibbia, bensì l'uomo creò Dio a sua immagine e somiglianza".
Feuerbach spiegò ancora meglio questa critica nelle successive edizioni dell'opera (1843, 1849), rifacendosi principalmente alle idee centrali della teologia di Martin Lutero: l'incarnazione - "Dio è uomo finito" - era in realtà "non più" che il desiderio perverso dell'uomo di essere come Dio e cioè infinito ed immortale. Egli riprese in modo esplicito le critiche esposte da Epicuro sull'antropomorfismo della religione, così come la legge dei tre stadi di Comte (la religione come "infanzia" dello sviluppo umano).
Quando l'uomo si riconosce in Dio si troverebbe ancora una volta ad uno stadio di conoscenza "alienata"; così Feuerbach rifiutò l'elemento religioso dell'autocoscienza non di per sé, ma in quanto opera di "traduzione" volta ad ottenere il disegno di una possibile convivenza umana. La critica della religione è quindi necessaria per Feuerbach per rivelare la coscienza religiosa al livello un "disegno di legge straniera" la quale, in quanto tale, non produce altro che illusione.
A differenza di Hegel, Feuerbach pertanto non mirò alla realizzazione di uno spirito assoluto che è "un pensiero-per-sé-esistente" o di una "ragione del mondo", ma sulla scomparsa definitiva della religione nel corso del progresso del genere umano. Questo, non l'individuo, è in verità infinito per lui. Solo attraverso l'amore nei confronti dell'umanità, l'individuo può assumere su di sé l'autocoscienza religiosa; solo sul riconoscimento della sua finitezza - perché il tasso di mortalità è ciò che collega tutte le persone ad uno stesso genere - si è in grado di comprendere l'umanità.

#### Karl Marx
Il filosofo tedesco di origini ebraiche Karl Marx (1818-1883), fondatore del marxismo, realizzò dopo Feuerbach la maggiore critica alla religione, come il presupposto di ogni critica. Nei suoi primi scritti (MEW I, p 378), egli sottolineò la duplice natura della religione: "Sofferenza religiosa è una delle espressioni di sofferenza reale e una protesta contro la sofferenza reale. La religione è il sospiro della creatura oppressa, il cuore del mondo senza cuore, così come è l'anima nella sua condizione senza anima. Essa è l'oppio dei popoli".
L'ambivalenza della coscienza religiosa è per Marx - come per Feuerbach - espressione di un difetto fondamentale nella vita sociale e può manifestarsi sia come segno di protesta contro la miseria sia come una via di fuga dalla miseria in un'ebbrezza illusoria. In entrambi i casi, comunque, rappresenta una sostanziale incapacità a scoprire le vere cause e di far fronte alle esigenze pratiche. La religione è per Marx, così come per altre ideologie a lui correlate, una "mentalità perversa" che crea le condizioni sociali più miserevoli, ma che le affronta solo con la controparte astratta di un mondo irreale migliore in un altro mondo futuro ultraterreno.
È per questo che Marx criticò Feuerbach e Hegel come puramente individualistici con un approccio idealista arrestato e lo fa con le sue famose "11 tesi su Feuerbach", l'ultima delle quali si conclude così: "I filosofi hanno solo interpretato il mondo in vari modi, ora è giunto il momento di cambiarlo".
La critica di Marx alla religione non è dunque fine a se stessa, ma serve all'umanesimo rivoluzionario (MEW I, p 385): "La critica della religione finisce con la dottrina che l'uomo è l'essere supremo per le persone, quindi con l'imperativo categorico di rovesciare tutte le condizioni in cui l'uomo è maggiormente svilito, asservito, abbandonato come un essere spregevole".

#### Max Weber
Il sociologo tedesco Max Weber (1864-1920) rispose a Marx con un approccio più umanistico e storico: egli vide la religione nella sua forma presa dal protestantesimo europeo come un pioniere della società industriale capitalistica moderna. L'"etica salariale" di Giovanni Calvino ha contribuito ad un atteggiamento di rinuncia ascetica e di rimandare la gratificazione immediata. Ciò ha consentito l'introduzione di metodi di produzione industriale, la produzione di eccedenze, la realizzazione di valore nella nuova produzione di massa. A differenza di Marx, che vede ciò solo come un elemento negativo del dominio di classe, Weber lo intende anche come un elemento di progresso e di una maggiore libertà intellettuale dell'individuo (vedi L'etica protestante e lo spirito del capitalismo 1904-05).

#### Friedrich Nietzsche
Il filosofo tedesco Friedrich Nietzsche (1844-1900) si impegnò in una filosofia culturale completa nei confronti della "roccaforte della religione dell'umanità", per aprire uno spazio all'autodeterminazione per l'uomo nuovo. Egli cercò di determinare la funzione dei riti religiosi, delle credenze e dei giudizi di valore sia a livello psicologico che sociale dell'individuo. Ciò comporta spesso la critica dei valori religiosi e delle istituzioni sacerdotali. Nietzsche vide tutto ciò come un oggetto di futura scienza atta ad analizzare le attuali religioni, i costumi e le credenze; la filosofia del futuro avrebbe dovuto impostare nuovi valori in questo contesto.
Nietzsche vide la fede cristiana nel continente europeo in irrimediabile declino ("Dio è morto"). La morale cristiana con la sua fede in un solo Dio celeste e tutti i valori precedentemente creduti sarebbero in futuro in realtà stati disprezzati. Nella modernità decadente la tradizione cristiana occidentale si rivela come il nucleo del Nichilismo. Su questo ormai imminente e completo "nichilismo europeo", in cui egli temette un "auto-riduzione dell'uomo," Nietzsche cercò una risposta. Tuttavia la sua opera principale intitolata Così parlò Zarathustra (1883-85) contiene informazioni sulle nuove valutazioni (la "Volontà di potenza", l'"Eterno ritorno", l'"Oltreuomo", nonché la restaurazione del culto della divinità dell'antica Grecia Dioniso).
Nei suoi ultimi anni Nietzsche sottolineò la sua critica al nucleo del messaggio cristiano (ne L'Anticristo, maledizione del cristianesimo): egli vide nel cristianesimo un indebolimento barbaro di tutte le più nobili qualità dell'uomo e gli preferì di gran lunga il buddhismo. Il cristianesimo ebbe inizio con Paolo di Tarso che predicava una morale degli schiavi (vedi Moralità signore-servo) essenzialmente ostile alla vita e al mondo; Nietzsche riuscì però ad immaginare la ripresa di un'umanità più elevata solo tramite una sua spoliazione totale del cristianesimo occidentale e con una "Trasvalutazione dei valori". Come esempio del suo nuovo orientamento etico seguente illuminante è la frase posta all'inizio del suo Anticristo: "il debole perisca: primo principio della nostra filantropia è lasciarlo al proprio destino".

#### Il "mito di Gesù" e la critica radicale
Il teologo ottocentesco David Friedrich Strauß fu uno dei primi a sostenere la tesi sostenente che nella figura di Gesù non fosse rappresentato un effettivo evento storico, bensì che vi era stata dipinta sopra una tradizione mitica; da questo momento la ricerca del Gesù storico prese sempre più piede, ma in maniera molto radicale, concludendo che fosse un mito rivestito di storicità. Secondo Strauss le varie tradizioni in proposito, come la nascita miracolosa da una vergine (vedi verginità di Maria), che si trova solo nel Vangelo di Matteo e nel Vangelo di Luca, non erano altro che una leggenda mitica e poetica. L'intera rappresentazione degli evangelisti era ricolma di miti e di leggende ampiamente antistoriche.
Mentre per altre forme di studio della vita di Gesù, i ricercatori provarono ad utilizzare il "metodo di prelievo", per estrarre ed eliminare radicalmente dai Vangeli tutto ciò che non disponesse di un "nucleo storico"; furono soprattutto Martin Kähler, William Wrede e Rudolf Bultmann a correlare l'idoneità del Vangelo completamente alle fonti contestuali storiche.
L'apertura della questione inerente all'origine del Nuovo Testamento e conseguentemente anche del Cristianesimo, venne quindi spiegata come il "Mito di Gesù". Successivamente tutto ciò fu esaminato in modo più dettagliato da alcuni dei rappresentanti della teoria mitica, secondo cui il cristianesimo sarebbe sorto dalle mitologie precedenti ad esso. La prima formulazione fu quella data da Charles-François Dupuis e successivamente dalle tesi di Constantin-François de Chassebœuf de Volney, secondo cui Gesù di Nazareth non fu una persona storica, ma un simbolo del mito solare e la sua esistenza terrena non avrebbe costituito altro che la fase invernale del ciclo annuale del sole. Inoltre dimostrarono esservi stretti parallelismi con l'induismo e la religione persiana dello zoroastrismo.
Con lo sviluppo del metodo storico-critico (la cosiddetta "critica radicale") nelle scienze storiche e la loro applicazione alla Bibbia un'analisi approfondita del testo fu resa possibile e venne elaborata l'idea che molti frammenti della Bibbia, tra gli altri, avessero come fonti l'antica religione egizia a cui somigliavano quasi alla lettera. L'assegnazione dogmatica classica della paternità e dell'intervallo di tempo passato fino alla redazione definitiva degli scritti del Nuovo Testamento venne controllato mediante i metodi storico-critici. Così, la Scuola di Tubinga di Ferdinand Christian Baur, concluse che 10 su 14 delle Lettere di Paolo fossero apparentemente pseudoepigrafe.
Bruno Bauer, Arthur Drews e i seguaci della scuola olandese di critica radicale conclusero altresì inoltre che tutte le lettere di Paolo erano false e che forse che lo stesso Paolo di Tarso non fosse una reale figura storica.

### Psicoanalisi
Il neurologo austriaco di origini ebraiche Sigmund Freud fondò nel 1900 la psicoanalisi come un beneficio psicologico utilizzando esclusivamente la metodologia scientifica. Egli vide le idee religiose soprattutto come un'espressione di un processo inconscio spiegabile con la dipendenza infantile. L'uomo religioso vede Dio come una figura paterna verso cui aveva bisogno di consegnare la responsabilità per la sua vita indipendente. La fede in Dio è pertanto solo una soddisfazione illusoria del desiderio infantile regressivo nei confronti della propria sicurezza e verso l'autorità.
Freud identificò questa immagine di Dio con il "super-io", come quella parte della psiche che sopprimeva l'istinto della libido attraverso la normatività, soprattutto nei confronti dell'istinto sessuale. Essa pertanto si può produrre come colpa morale interiorizzata e portare ad un'auto-divisione nevrotica; la psicoanalisi cerca invece di scoprire i desideri più propri e nascosti dell'individuo e di liberare una parte del senso di colpa acquisito durante la socializzazione della prima infanzia.
La sublimazione dell'energia istintuale Freud non la vede solo come un aspetto negativo, ma anzi come una delle origini delle più grandi conquiste culturali dell'uomo. Guardò alla cultura scetticamente (ne Il disagio della civiltà) e non si aspettò di poter annullare il pensiero religioso (ne L'avvenire di un'illusione). Una confutazione polemica di Dio e una lotta attiva contro le espressioni religiose non fu una delle sue preoccupazioni, ma l'integrazione dell'individuo tra Super-Io, Io ed Es. In un adulto maturo l'accettazione di sé avrebbe permesso una libera decisione rendendolo capace in tutti i settori della vita.
L'allievo di Freud Wilhelm Reich cercò di produrre una migliore sintesi per la comprensione della psicoanalisi e collegò il marxismo (Freudo-marxismo) e la necessità sociale della religione. Egli vide le moderne nevrosi sessuali come una conseguenza del masochismo culturale millenario che si è plasmato sotto forma di religioni e di altre ideologie che impongono alla volontà umana di presentarsi davanti alle strutture di potere e alle forze sociali. Egli vide il potenziale per superare questo Disturbo ossessivo-compulsivo nel libero sviluppo della sessualità naturale come una parte essenziale dello sviluppo dell'intera personalità. La sua stretta amicizia con Alexander Sutherland Neill divenne un modello popolare nel movimento del Sessantotto per giungere ad un'"educazione anti-autoritaria".

### Bertrand Russell
Un razionalismo su base scientifica sistematica è rappresentato dal matematico e filosofo britannico Bertrand Russell ove, nel suo famoso saggio Perché non sono cristiano (1927) identificò la base della religione nella paura - prima del misterioso, prima della sconfitta della morte stessa. La paura è madre diretta della crudeltà e quindi non ci si deve meravigliare che la crudeltà e la religione siano sempre storicamente andate di pari passo. La concezione di Dio deriverebbe quindi da un antico dispotismo orientale, cosa questa che per delle persone libere è indegna. Il mondo non ha bisogno di una religione, ma di un punto di vista senza paura e di una libera intelligenza.

### Empirismo logico
Gli autori che si sono impegnati maggiormente nella tradizione dell'empirismo logico (gli inizi filosofici di Ludwig Wittgenstein, Rudolf Carnap, Alfred Jules Ayer e altri) criticarono il linguaggio religioso le cui sentenze sono in larga misura, per loro, del tutto prive di alcun significato. Le proposizioni significative sono o proposizioni puramente analitiche ed espressioni di tautologia oppure proposizioni di analisi e sintesi empiriche che possono essere verificate in linea di principio formalmente dall'esperienza. Ciò che è parte di un gruppo che non comprende nessuna di queste classi viene definito essere un "insieme farsa", cioè né vero né falso, pertanto privo di un qualsiasi significato. Poiché i sostenitori della religiosità usano espressioni come "l'Assoluto", lo "Spirito Assoluto" o "Dio", essi utilizzano delle parole che non sono né tautologiche né verificabili e gli devono - di conseguenza - essere negato ogni senso.
I rappresentanti dell'empirismo logico non negano che la ricerca di un fondamento ultimo del mondo e della vita possa essere emotivamente comprensibile; ma il ricorso ad una divinità non spiega un bel nulla, perché non porta ad ipotesi che possano essere applicate con successo ai fatti riconoscibili del mondo.

### Razionalismo critico
Il filosofo austriaco Karl Popper, il fondatore del razionalismo critico, esaminò l'effetto della religione cristiana in principio in una maniera positiva: essa produsse "numerosi obiettivi e la maggior parte dell'intera civiltà occidentale, con le su idee di libertà e di uguaglianza, tutte influenzate dal cristianesimo".
Il filosofo tedesco Hans Albert il quale, a differenza dell'esponente dell'agnosticismo Popper, fu invece un convinto assertore dell'ateismo, vide un problema generale nel principio - a suo avviso - costituito dal carattere essenzialmente "dogmatico" delle religioni; dichiarazioni religiose che si fondano solamente su alcune "realtà" e "rivelazioni". Albert respinse tutto questo come la demolizione arbitraria del processo di giustificazione il quale ci serve per "immunizzare il convincimento in questione contro tutte le possibili obiezioni".
Egli tuttavia imposta il "principio di un esame critico"; con questo si deve procedere "per tentativi ed errori di prospettiva - dalla progettazione di teorie verificabili sperimentali e la loro discussione critica sulla base di considerazioni pertinenti - pur senza mai raggiungere la verità né avvicinarsi alla certezza".
Questo significa un "fallibilismo rispetto ad un qualsiasi possibile causa", pertanto esso si può escludere da una qualsiasi autorità come "la ragione, l'intuizione o l'esperienza, la coscienza, la sensazione di una persona, un gruppo o categoria di persone, come i pubblici ufficiali". Questa "intuizione che tutto fabbrica. ogni certezza nel campo della conoscenza [...] e per catturare la realtà di nessuna importanza" è mettere "il valore di realizzazione di ogni dogma" sempre in questione.

### Esistenzialismo
Il filosofo francese Jean-Paul Sartre rappresenta uno dei massimi esponenti dell'"esistenzialismo ateo". Per lui, Dio non è altro che una minaccia sempre presente alla libertà umana. Il primo passo dell'esistenzialismo è quello di condurre ogni persona al possesso di ciò che egli è autenticamente e di sospendere completamente la responsabilità per la sua esistenza. In L'esistenzialismo è un umanismo (1947), così dichiarò:
Al contrario per il filosofo tedesco Karl Jaspers l'esistenza rappresenta anche un'"interpretazione esistenziale" della religione, quella relativa all'esame individuale del trascendente. Egli si riferisce agli "individui rilevanti" per ordine di importanza: Socrate, Gautama Buddha, Confucio e Gesù [26]. La fede in una qualche rivelazione venne però da lui criticata a favore di una convinzione filosofica, la necessità di sviluppare l'individuo e ciò non porta ad alcuna promessa, ma solo all'auto-responsabilità.

### Neomarxismo
Il filosofo tedesco Ernst Bloch ebbe a criticare la dogmatica del marxismo per il suo tentativo di abolire la religione attraverso la rivoluzione. tuttavia essa rappresenta il momento di utopia che trascende qualsiasi forma di governo congelato al proprio interno. Egli trovò questo potenziale di "speranza" specialmente nelle nuove forme religiose (Ateismo nel cristianesimo, Il principio speranza).
I filosofi della Scuola di Francoforte videro il razionalismo marxista più criticamente, popolare come una "religione" che specifica una conoscenza assoluta del l'obiettivo della società umana e solo l'affermazione di una nuova dimensionalità di potere (Herbert Marcuse: L'uomo a una dimensione).

### Agnosticismo, relativismo e ecclettismo
Un atteggiamento oggi ampiamente utilizzato vede l'esistenza di un qualche "Dio" come né confutabile né inconfutabile (agnosticismo) in quanto indimostrabile di per sé. Si guarda alla tradizione delle questioni metafisiche di Kant che mirano a una realtà trascendente di domande senza senso perché le risposte si trovano ben al di là di qualsiasi cognizione umana. Come ad esempio Emil Du Bois-Reymond col suo "ignoramus et ignorabimus" (dal latino "Non sappiamo e non riusciremo mai a sapere ").
Così come comune è un relativismo inerente al postmodernismo che concede ad ogni persona la sua forma individuale di religiosità e molta meno importanza alla questione della Verità. Ciò corrisponde - come all'epoca dell'Ellenismo - ad una nuova rinascita di correnti religiose che non possono più essere definite come appartenenti al solco delle religioni maggiori, ma come elementi di eclettismo associato a motivi di neopaganesimo selezionato e ad un sincretismo e pluralismo (vedi teologia delle religioni) nei confronti delle opinioni nei riguardi della divinità.
Questo può essere trovato soprattutto nell'esoterismo, ma anche nelle direzioni più laicizzate dei giorni nostri. Esse condividono la distinzione tra le tradizionali religioni monoteiste che spesso si collegano alla fede in un Dio universale e che richiedono un credito assoluto alla loro dottrina. Ad esempio, il filosofo tedesco Odo Marquard unisce un "elogio del politeismo" (in Abschied vom Prinzipiellen, 1981), in cui ha fatto riferimento al monomito del cristianesimo come al primo grande "incidente storico". Egli definisce l'effetto di benedizione del pluralismo religioso contrario al monoteismo (vedi ad esempio Jan Assmann).

### XXI secolo: "nuovo ateismo"
Nel suo libro del 2006 intitolato Rompere l'incantesimo: religione come fenomeno naturale, Daniel Dennett tenta di rendere conto della credenza religiosa naturalmente, spiegando le possibili ragioni evolutive del fenomeno dell'adesione religiosa. In questo libro egli si dichiara "bright" (dal movimento bright) e ne difende il termine.
Egli sta facendo ricerche su appartenenti al clero che sono segretamente atei e su come razionalizzino le loro azioni quotidiane: ha scoperto quello che ha chiamato il "non chiedere, non dire", poiché i credenti non volevano sentire parlare della perdita della fede. I predicatori increduli si sentivano isolati ma, non volendo perdere i loro posti di lavoro e, talvolta, i loro alloggi in chiesa generalmente si consolavano compiendo al meglio i loro ruoli pastorali e fornendo assistenza spirituale e i riti necessari.
La ricerca, compiuta con Linda LaScola, è stata ulteriormente estesa fino ad includere altre confessioni religiose e appartenenti a fedi non cristiane

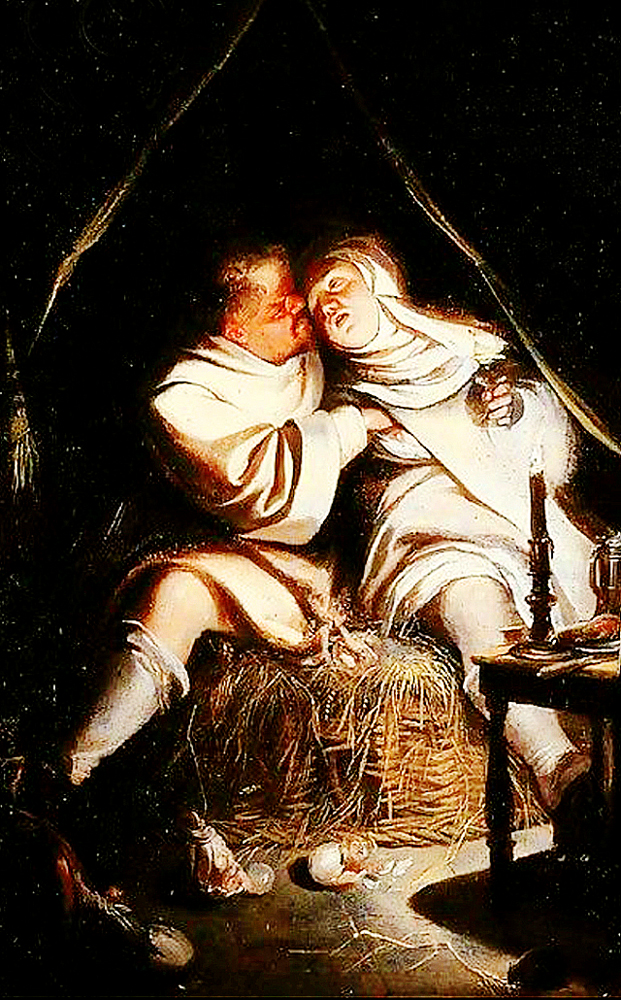
Un monaco che seduce una suora in una pittura fiamminga del XVIII secolo.

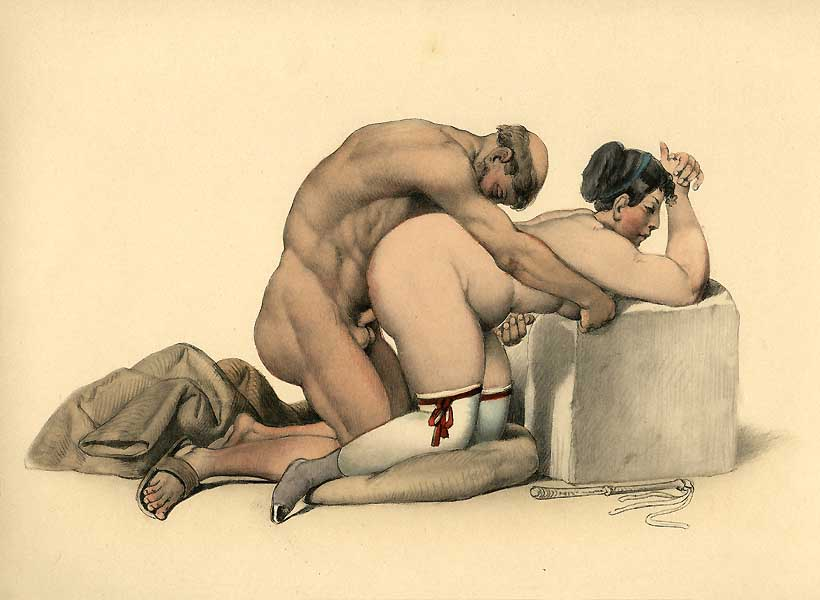
Dipinto anticlericale di Johann Nepomuk Geiger il quale mette in dubbio la moralità del clero.

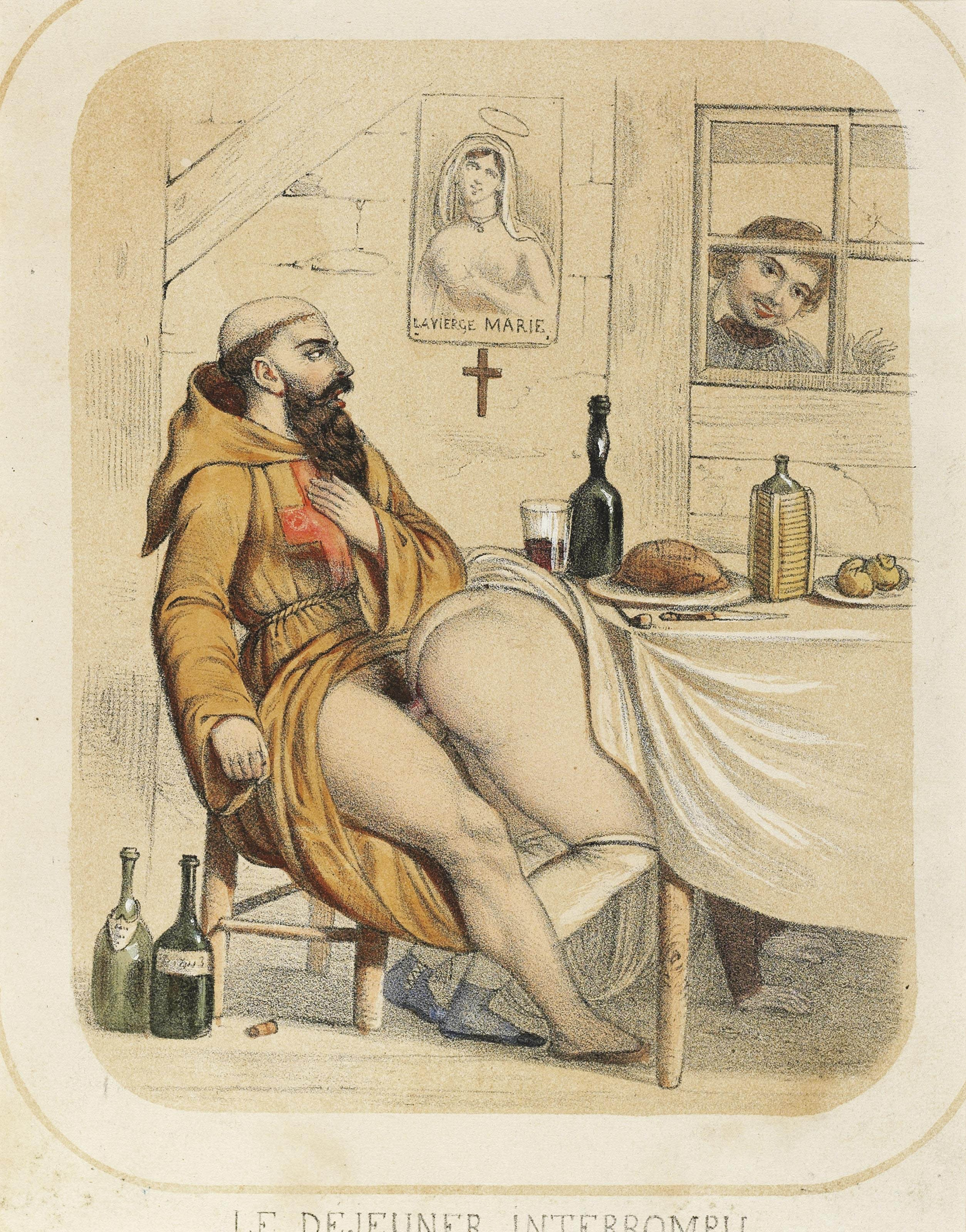
"Le Déjeuner interrompu" (La prima colazione interrotta). Anonimo francese, 1890.

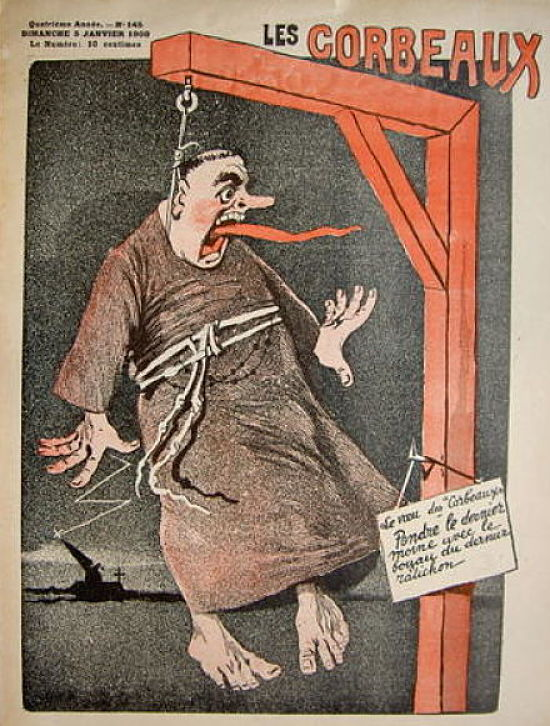
Pubblicazione satirica belga anticlericale Les Corbeaux (1904-1909) di Didier Dubucq, 1908.

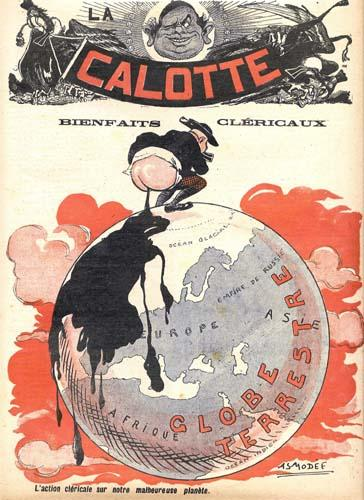
"L'azione clericale sul nostro povero pianeta", illustrazione del giornale La Calotte (Asmodée, 1908).

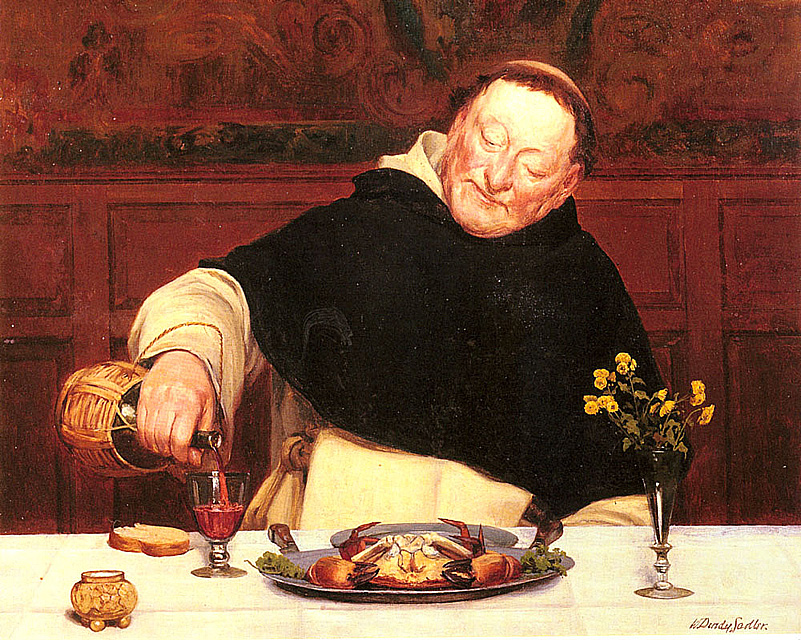
"I monaci ritornano", dipinto di Walter Dendy Sadler.

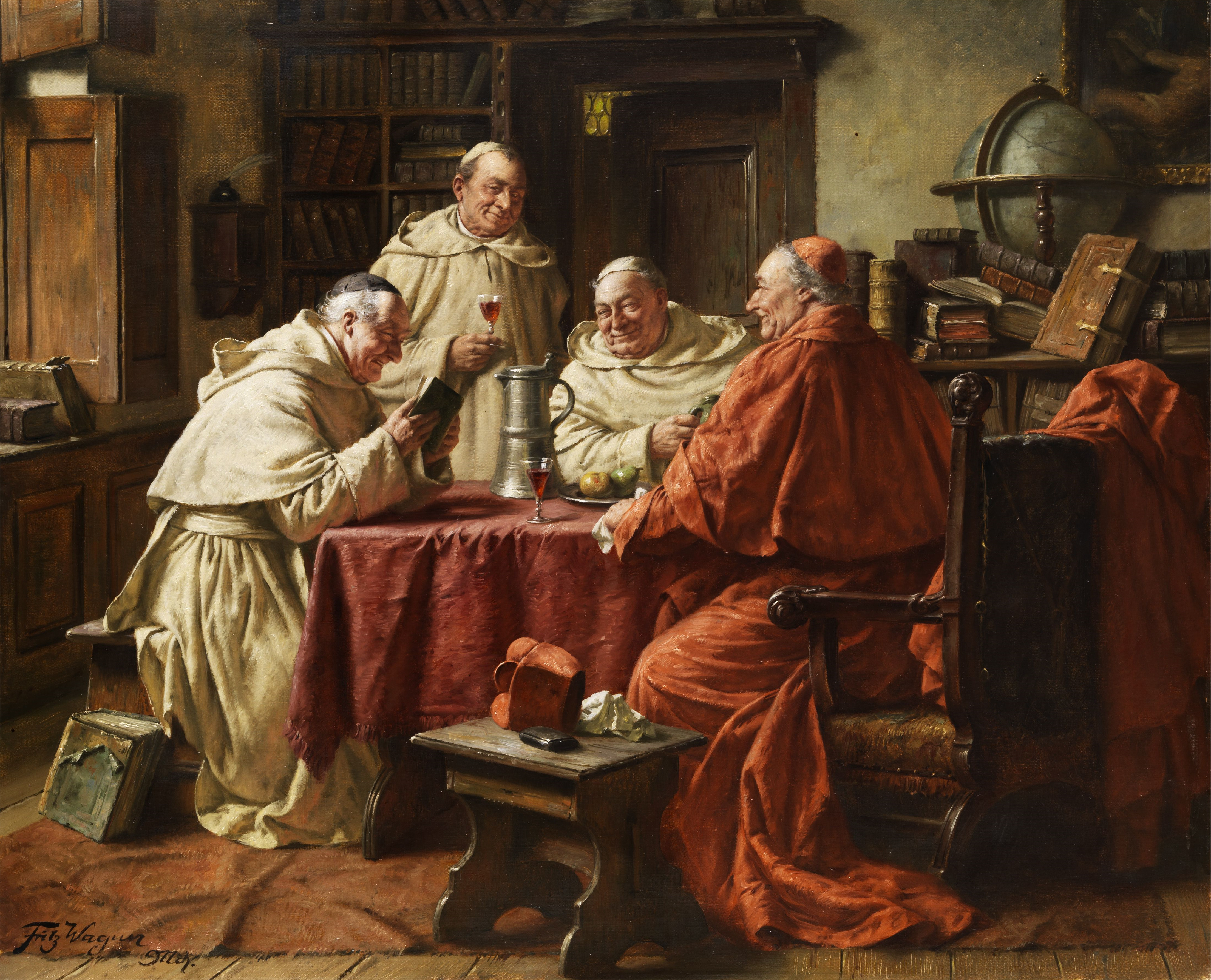
La corruzione del clero in un dipinto tedesco del 1939; mostra un cardinale con i monaci che festeggiano nella libreria del monastero.

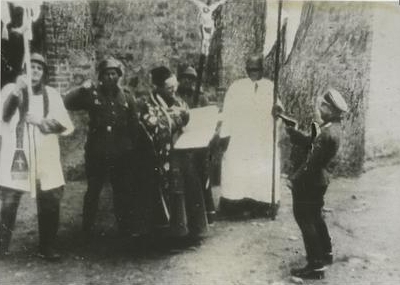
Aggressione sacrilega commessa da un soldato tedesco nel 1942 (vedi religioni nella Germania nazista).

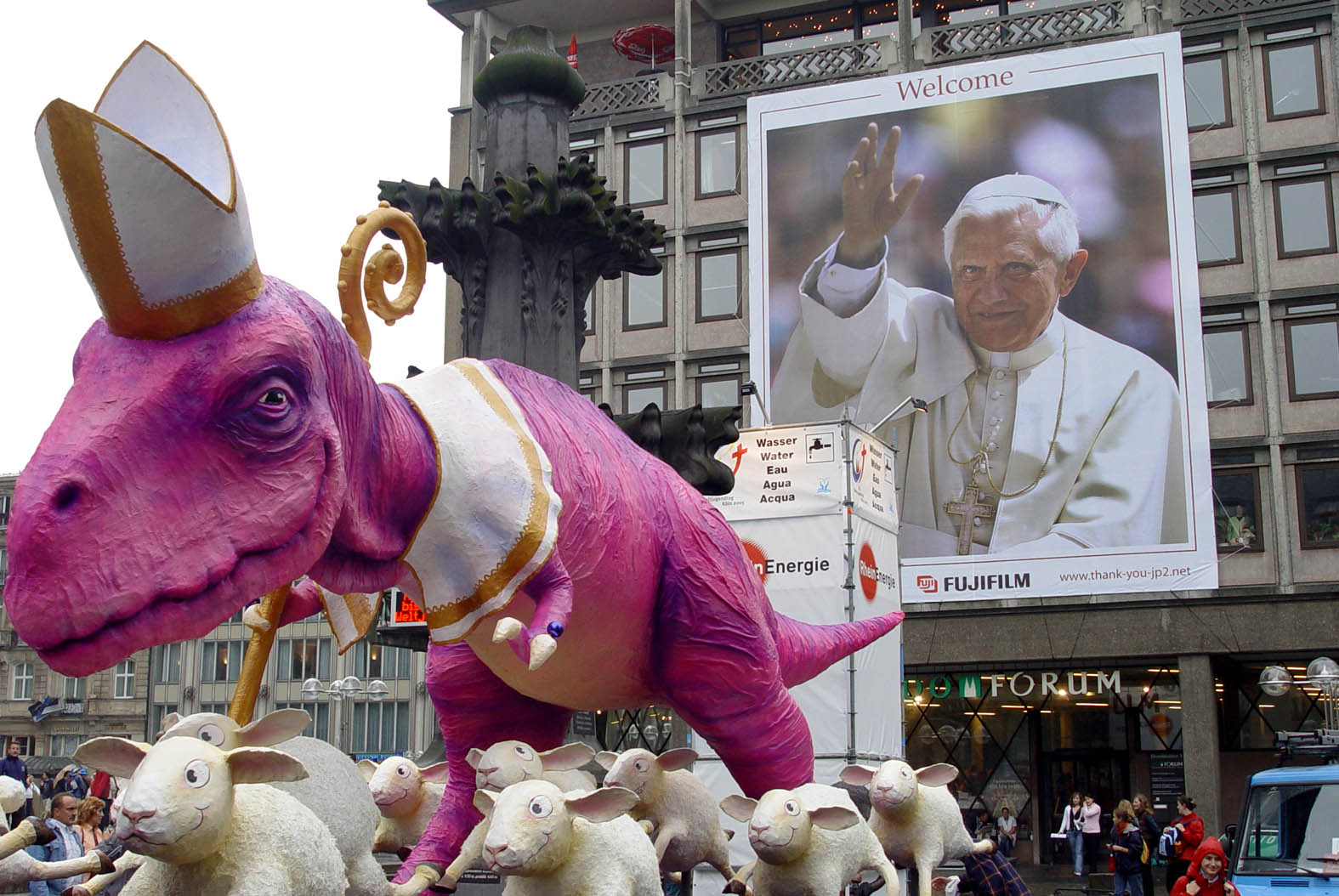
Manifestazione anticlericale a Colonia: il Papa Benedetto XVI viene paragonato a un dinosauro che guida una mandria di pecore durante la Giornata mondiale della gioventù svoltasi in Germania nel mese di agosto del 2005.

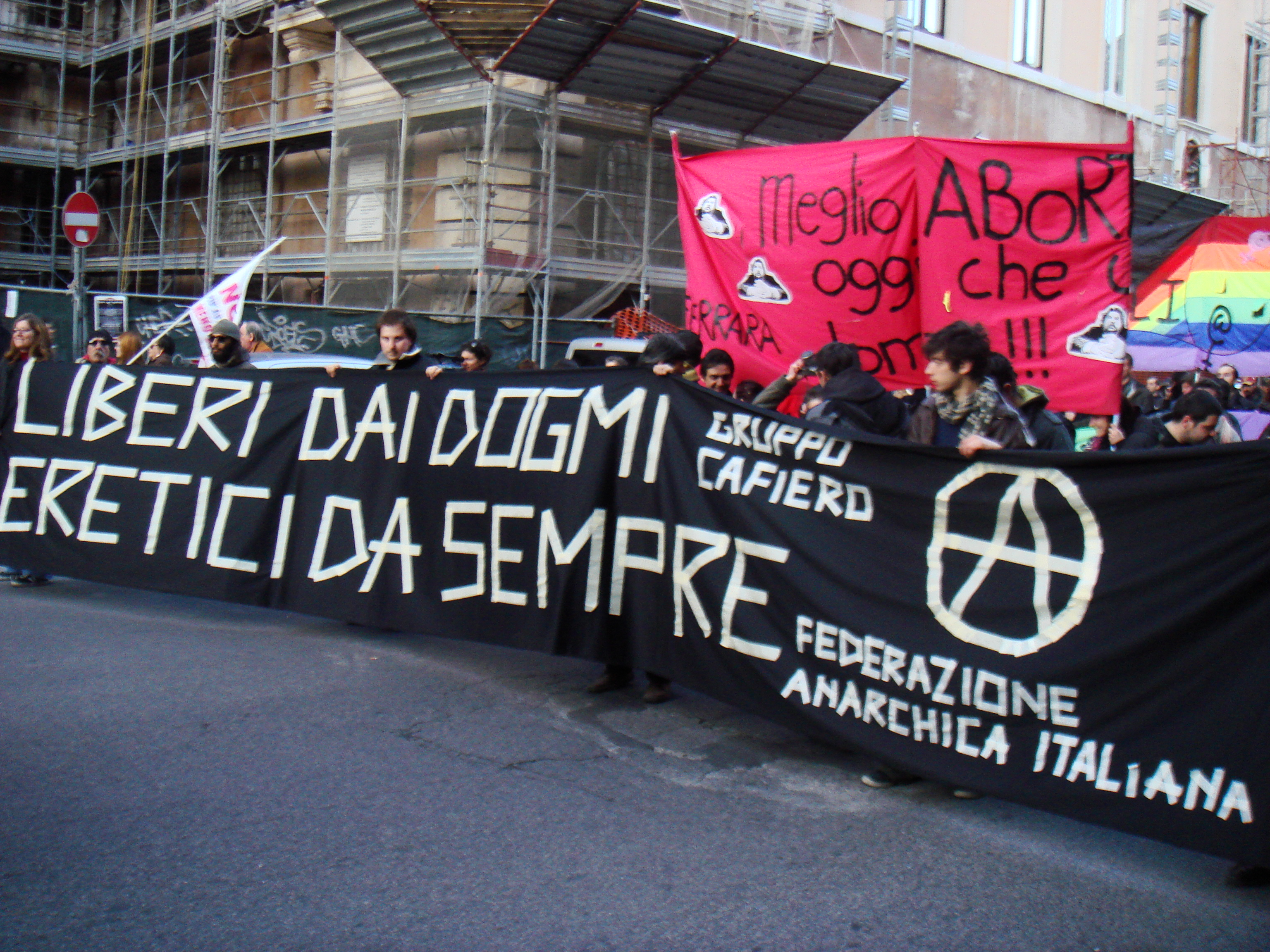
Manifestazione della federazione Anarchica Italiana a Roma nel 2008. Lo striscione dice: "Liberi dai dogmi, eretici da sempre".

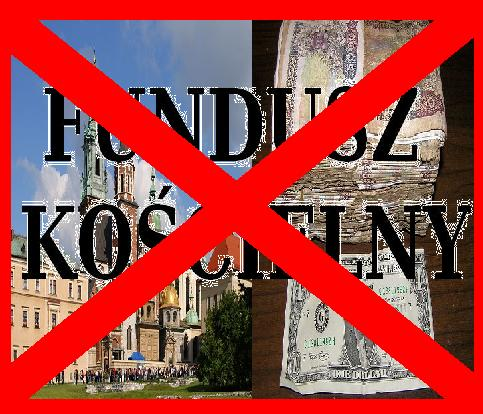
"Niente fondi alla Santa Chiesa".